# Freital
Freital ist eine Große Kreisstadt in der Mitte des Freistaates Sachsen, etwa neun Kilometer südwestlich vom Zentrum der Landeshauptstadt und angrenzend an Dresden gelegen. Sie ist nach der Einwohnerzahl die zweitgrößte Stadt im Landkreis Sächsische Schweiz-Osterzgebirge und nach der Landeshauptstadt die drittgrößte Stadt im Ballungsraum Dresden. In dieser Region gilt sie als Mittelzentrum.
Die Stadt Freital entstand am 1. Oktober 1921 durch den Zusammenschluss der Gemeinden Deuben, Döhlen und Potschappel, die sich, begünstigt durch die Industrialisierung und den Steinkohlenbergbau, bis in das beginnende 20. Jahrhundert von Dörfern zu Standorten verschiedener bedeutender Industriezweige und Orten städtischer Prägung entwickelt hatten. Bis 1999 kamen durch Eingemeindungen zehn weitere Stadtteile hinzu. Für gut zwanzig Jahre war Freital kreisfrei (1924–1946) und nach der Kreisreform 1952 bis 1994 Verwaltungssitz des Kreises Freital. Nachdem der Kreissitz nach Dippoldiswalde verlegt worden war, wurde Freital 1997 Große Kreisstadt.

## Geographie

### Lage und Stadtgebiet
Freital liegt südwestlich von Dresden im Döhlener Becken, das von der Weißeritz von Südwesten nach Nordosten durchflossen wird. Die Stadt befindet sich im Nordwesten des Landkreises Sächsische Schweiz-Osterzgebirge. Als weithin sichtbare Landmarke erhebt sich der Windberg rund 100 Meter über das Weißeritztal. Der tiefste Punkt der Stadt liegt bei 155 m ü. NN am Übergang der Weißeritz in das Stadtgebiet von Dresden im Plauenschen Grund. Das Stadtzentrum liegt auf dem Breitenkreis 51 Grad Nord und auf dem Längenkreis 13,65 Grad Ost.
Das Stadtgebiet erstreckt sich im Wesentlichen entlang zweier nordost-südwestlich verlaufender Talweitungen des Weißeritztals auf einer Fläche von 40,45 Quadratkilometern. Die südliche Talweitung mit den Orten Coßmannsdorf und Eckersdorf wird von der nördlichen durch eine 1,7 Kilometer schmale Talenge im Stadtteil Hainsberg abgegrenzt. Entlang der Talhänge befinden sich die weniger städtisch geprägten Orte, die nach der Stadtgründung bis zum Ende des 20. Jahrhunderts eingemeindet worden sind. Außerhalb der Täler verlaufen die Gebietsgrenzen oft nicht entlang spezieller Geländeformen. Die Entfernung vom nördlichsten zum südlichsten Punkt des Stadtgebietes beträgt etwa elf, vom westlichsten zum östlichsten Punkt etwa neun Kilometer.
Etwa die Hälfte der 4046 Hektar Bodenfläche (Stand: 31. Dezember 2022) wird landwirtschaftlich genutzt, dazu kommen rund 800 Hektar Wald, vor allem am Windberg und dem westlichen Talhängen. Die Siedlungsflächen innerhalb der Stadt umfassen etwa 950 Hektar, davon 600 Hektar zum Wohnbau, 130 Hektar Industrie- und Gewerbeflächen und 100 Hektar Freizeit- und Erholungsflächen. Flächen von Tagebauen, Gruben und Steinbrüchen machen heute noch 10 Hektar der Gesamtfläche aus. Die Verkehrsfläche mit Straßen, Wegen und Plätzen hat einen Anteil von etwa 300 Hektar. Dazu kommen rund 35 Hektar von Gewässern bedeckte Fläche. Insgesamt überwiegt damit der Anteil der vegetativen Flächennutzung gegenüber dem besiedelten Land.

### Stadtgliederung
Die zur Städt gehörenden Fluren sind in insgesamt 22 Ortsgemarkungen zusammengefasst. Die 15 Freitaler Stadtteile setzen sich aus den Flächen einer oder mehrerer dieser Gemarkungen zusammen und entsprechen fast immer dem Gebiet der zum Stadtteil gewordenen eingegliederten Gemeinde. Dazu kommen kleinere Siedlungen mit eigener Bezeichnung, aber ohne Entsprechung in der aktuellen Verwaltungsgliederung oder dem Kataster, sowie Wüstungen.
Die Innenstadt erstreckt sich entlang der Talsohle des Weißeritztals in den Stadtteilen Potschappel, Döhlen und Deuben. Diese Orte sind zwar aufgrund der räumlichen Nähe in der Siedlungsstruktur nahezu lückenlos zusammengewachsen, das ursprüngliche eigene Ortszentrum blieb ihnen aber jeweils weitgehend erhalten, sodass ein erkennbares gemeinsames Zentrum der Stadt nicht eindeutig auszumachen ist. Nicht zuletzt aufgrund der dort ansässigen Teile der Stadtverwaltung und der Verkehrsanbindung werden Potschappel und Deuben gemeinhin als die Zentren Freitals angesehen.
Flächenmäßig größter Stadtteil ist das im äußersten Südwesten gelegene Somsdorf, jedoch überwiegt hier die Größe der Vegetationsfläche die des Siedlungsbereichs deutlich. Am kleinsten ist der Stadtteil Birkigt mit etwas weniger als einem Quadratkilometer Fläche. Mit rund 5700 Einwohnern ist Deuben der Stadtteil mit den meisten Einwohnern im Stadtgebiet. Etwa 14 % der Gesamteinwohnerzahl Freitals entfallen auf Deuben. Dahinter folgen mit etwa 5500 Einwohnern Potschappel und mit 4800 Einwohnern Zauckerode. Die geringste Bevölkerungszahl weist der Stadtteil Saalhausen auf, dort wohnen nur etwas mehr als 100 Menschen.
| Karte                             | Stadtteil     | seit   | Einwohner | Fläche | Gemarkungen und Siedlungen                                                             |
| --------------------------------- | ------------- | ------ | --------- | ------ | -------------------------------------------------------------------------------------- |
| Lage von Birkigt in Freital       | Birkigt       | 1923   | 0972      | 0,86   | Gemarkung Birkigt                                                                      |
| Lage von Burgk in Freital         | Burgk         | 1924   | 2455      | 2,39   | Gemarkungen Großburgk, Kleinburgk und Zschiedge                                        |
| Lage von Deuben in Freital        | Deuben        | 1921   | 5671      | 1,54   | Gemarkung Deuben                                                                       |
| Lage von Döhlen in Freital        | Döhlen        | 1921   | 3434      | 2,65   | Gemarkung Döhlen; Siedlungen Neudöhlen, Oberdöhlen und Unterdöhlen; Wüstung Weitzschen |
| Lage von Hainsberg in Freital     | Hainsberg     | 1964   | 4305      | 4,47   | Gemarkung Coßmannsdorf; Siedlung Eckersdorf                                            |
| Lage von Kleinnaundorf in Freital | Kleinnaundorf | 1974   | 1060      | 1,63   | Gemarkung Kleinnaundorf                                                                |
| Lage von Niederhäslich in Freital | Niederhäslich | 2011 1 | 2829      | 3,44   | Gemarkung Niederhäslich                                                                |
| Lage von Pesterwitz in Freital    | Pesterwitz    | 1999   | 3263      | 2,69   | Gemarkung (Ober-)Pesterwitz                                                            |
| Lage von Potschappel in Freital   | Potschappel   | 1921   | 5468      | 2,23   | Gemarkung Niederpesterwitz; Siedlungen Leisnitz und Neucoschütz                        |
| Lage von Saalhausen in Freital    | Saalhausen    | 1973   | 0128      | 1,01   | Gemarkung Saalhausen                                                                   |
| Lage von Schweinsdorf in Freital  | Schweinsdorf  | 2011 1 | 1510      | 1,29   | Gemarkung Schweinsdorf                                                                 |
| Lage von Somsdorf in Freital      | Somsdorf      | 1974   | 0638      | 6,35   | Gemarkung Somsdorf                                                                     |
| Lage von Weißig in Freital        | Weißig        | 1974   | 0893      | 3,56   | Gemarkungen Oberweißig und Unterweißig                                                 |
| Lage von Wurgwitz in Freital      | Wurgwitz      | 1974   | 2495      | 4,82   | Gemarkungen Wurgwitz, Kohlsdorf und Niederhermsdorf; Siedlung Hammer; Wüstung Bulsitz  |
| Lage von Zauckerode in Freital    | Zauckerode    | 1922   | 4785      | 1,52   | Gemarkung Zauckerode                                                                   |

Stichtag der Einwohnerzahlen ist der 31. Dezember 2017. Flächenangaben in Quadratkilometern.
1 Niederhäslich und Schweinsdorf wurden 1915 bzw. 1900 nach Deuben eingemeindet, gehörten anschließend verwaltungstechnisch zu Deuben und werden seit Mai 2011 als Stadtteile geführt.

### Nachbargemeinden
Freital grenzt an drei Städte und zwei Gemeinden im Landkreis Sächsische Schweiz-Osterzgebirge sowie im Nordosten und Norden an die kreisfreie Landeshauptstadt Dresden, eines der wirtschaftlichen, politischen und kulturellen Zentren Sachsens, an. Deren Stadtteile Zöllmen, Pennrich, Altfranken, Gorbitz, Roßthal, Dölzschen, Coschütz und Gittersee haben insgesamt elf Kilometer gemeinsame Grenze mit Freital. Im Osten grenzt die ländlich geprägte Gemeinde Bannewitz mit den Ortsteilen Cunnersdorf, Boderitz und Bannewitz auf vier Kilometer Grenzlänge an.
Die Ortsteile Obernaundorf, Rabenau und Lübau der Kleinstadt Rabenau, die vor allem durch das Stuhlbauhandwerk und die nach wie vor existierende Polstermöbelfabrik bekannt ist, haben im Südosten und Süden 13 Kilometer gemeinsame Grenzen mit Freital. Ebenfalls im Süden besteht mit nur 700 Metern ein kurzes Grenzstück zum Ortsteil Borlas der Gemeinde Klingenberg, die sich rund um die aufwärts der Wilden Weißeritz gelegene gleichnamige Talsperre erstreckt. Südwestlich und westlich Freitals schließt sich die Forststadt Tharandt (Forstliche Hochschule Tharandt der TU Dresden mit dem Forstbotanischen Garten Tharandt) mit den Ortsteilen Tharandt und Großopitz auf etwa acht Kilometern an. Im Westen und Nordwesten grenzt die Stadt Wilsdruff mit den Ortsteilen Kleinopitz, Oberhermsdorf und Kesselsdorf mit sechs Kilometern gemeinsamer Grenzlänge an.

### Gewässer und Geologie

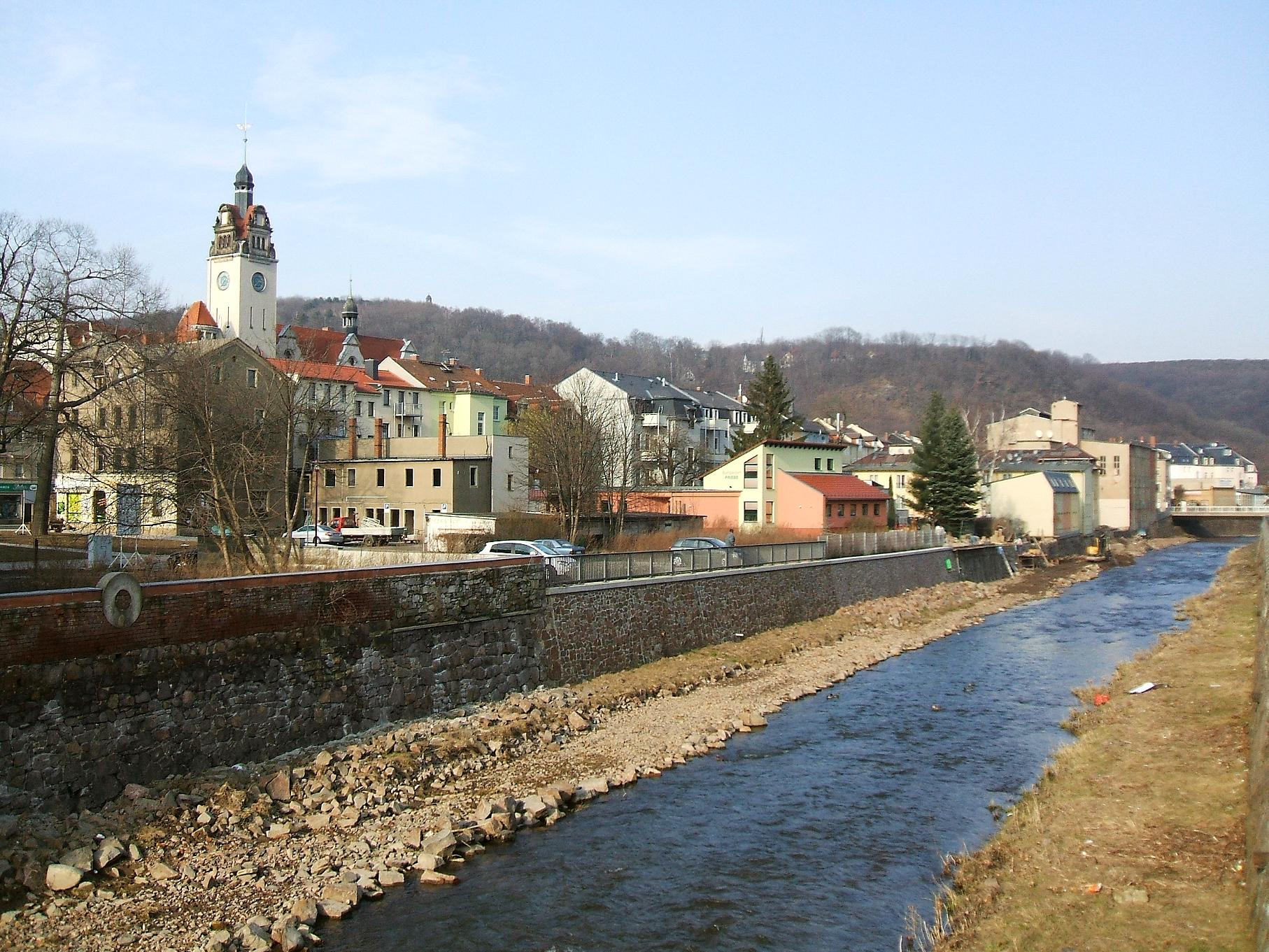
Blick auf Potschappel und die Weißeritz

Im Stadtteil Hainsberg fließen die aus dem Osterzgebirge kommenden Flüsse Rote Weißeritz und Wilde Weißeritz zusammen und bilden die „Vereinigte“ Weißeritz, die das Stadtzentrum Freitals durchquert und in Dresden-Cotta in die Elbe mündet. Nebengewässer der Vereinigten Weißeritz auf Freitaler Stadtgebiet sind die von links aus der Wurgwitzer Region kommende Wiederitz, der das Poisental durchfließende und bei Bannewitz entspringende Poisenbach als rechter Nebenfluss sowie kleinere meist kanalisierte Gewässer wie der Vorholzbach und Dorfbäche wie der Burgker Bach, der Birkigter Bach, der Somsdorfer Bach und der Weißiger Bach. Größere natürliche stehende Gewässer existieren nicht, der Schlammteich im Bereich der Halde am Saugrund sowie das Hochwasserrückhaltebecken Zauckerode wurden im 20. Jahrhundert angelegt.
Freital liegt im Zentrum des nordwestlich-südöstlich streichenden Döhlener Beckens. Das 22 km lange und 6 km breite Döhlener Becken wurde am Südwestrand der Elbtalzone im Bereich der geotektonischen Großstruktur des Elbe-Lineaments im Oberkarbon angelegt. Es bildet morphologisch den Übergang zwischen dem Elbtal und dem Osterzgebirge. Das Unterlager des mit 700–800 m mächtigen Oberkarbon- und Rotliegend-Sedimenten gefüllten Molassebeckens bilden im Süden die Gneise des Osterzgebirge, im Zentralteil vorwiegend Phyllite des Elbtalschiefergebirges und des Nossen-Wilsdruffer Zwischengebirges und im Norden die Intrusivgesteine des Meißner Massivs.
Die insgesamt maximal 800 m mächtige Beckenfüllung besteht aus vier Formationen, die zyklisch aus Sedimenten (Konglomerate, Sandsteine, Kalksteine, Ton- und Brandschiefer) und vulkanischen Gesteinen (Tuff, Pyroklastite, Porphyrite) aufgebaut sind. Die ersten geologischen Kartierungen im „Döhlener Bassin“ wurden bereits um 1800 von Studenten der Bergakademie Freiberg angefertigt, die von C. F. Naumann und Bernhard von Cotta zusammenfassend dargestellt wurden.
Die Gegend um Freital ist reich an Bodenschätzen, die seit dem 16. Jahrhundert abgebaut wurden. Der Abbau von Steinkohle war die Grundlage für die industrielle Entwicklung im Weißeritztal. Die Kohle wurde aus über 500 Schächten gefördert; der tiefste, der König-Georg-Schacht, war bis in eine Teufe von 575 m ausgebaut. Der Abbau der Steinkohle wurde 1967 eingestellt. Bis 1989 erfolgte in der Umgebung der Abbau von uranhaltigen Brandschiefern und Kohlen. Darüber hinaus wurden Kupfererze, Kalksteine sowie bis heute Tone als Rohstoff für die Töpfer- und Ziegelindustrie gewonnen.

### Klima
Freital befindet sich mit dem humiden Klima in der Gemäßigten Klimazone, wobei ein Übergang zum Kontinentalklima spürbar ist. Die nächste Wetterwarte befindet sich in Dresden-Klotzsche auf etwa 227 m ü. NN.
Die durchschnittliche Jahrestemperatur beträgt 8,3 °C, die maximale Monatsdurchschnittstemperatur wird im Juli bei 17,6 °C gemessen, die geringste Monatsdurchschnittstemperatur mit −1,4 °C im Januar. Die maximale Temperatur liegt im Jahresdurchschnitt bei 12,1 °C, während die minimale Temperatur bei 4,5 °C gemessen wird. Es werden die höchsten und niedrigsten Monatsdurchschnittstemperaturen im Juli bzw. Januar angegeben.
Die jährliche Niederschlagsmenge beläuft sich auf 636 mm. Am meisten Niederschlag fällt in den Monaten Juli (83 mm) und Juni (75 mm). Die geringste Niederschlagsmenge verzeichnet der Monat Februar mit 36 mm.
|                        | Jan  | Feb  | Mär  | Apr  | Mai  | Jun  | Jul  | Aug  | Sep  | Okt  | Nov | Dez  |   |      |
| Mittl. Temperatur (°C) | −1,4 | −0,3 | 3    | 7,6  | 12,3 | 15,9 | 17,6 | 17,1 | 13,6 | 9,2  | 3,7 | 0,4  | ⌀ | 8,3  |
| Mittl. Tagesmax. (°C)  | 0,9  | 2,6  | 6,7  | 12,1 | 17,3 | 20,9 | 22,4 | 22,0 | 17,9 | 12,6 | 6,2 | 2,5  | ⌀ | 12,1 |
| Mittl. Tagesmin. (°C)  | −3,7 | −3,1 | −0,6 | 3,1  | 7,4  | 11,0 | 12,8 | 12,3 | 9,4  | 5,8  | 1,3 | −1,7 | ⌀ | 4,5  |
|                        |      |      |      |      |      |      |      |      |      |      |     |      |   |      |
| Niederschlag (mm)      | 37   | 36   | 40   | 49   | 61   | 75   | 83   | 68   | 50   | 46   | 44  | 47   | Σ | 636  |

| −3,7 |

| −3,1 |

| −0,6 |

| 3,1 |

| 7,4 |

| 11,0 |

| 12,8 |

| 12,3 |

| 9,4 |

| 5,8 |

| 1,3 |

| −1,7 |

| −3,7 |

| −3,1 |

| −0,6 |

| 3,1 |

| 7,4 |

| 11,0 |

| 12,8 |

| 12,3 |

| 9,4 |

| 5,8 |

| 1,3 |

| −1,7 |

| N i e d e r s c h l a g | 37  | 36  | 40  | 49  | 61  | 75  | 83  | 68  | 50  | 46  | 44  | 47  |
|                         | Jan | Feb | Mär | Apr | Mai | Jun | Jul | Aug | Sep | Okt | Nov | Dez |

## Geschichte

### Geschichte der Dörfer

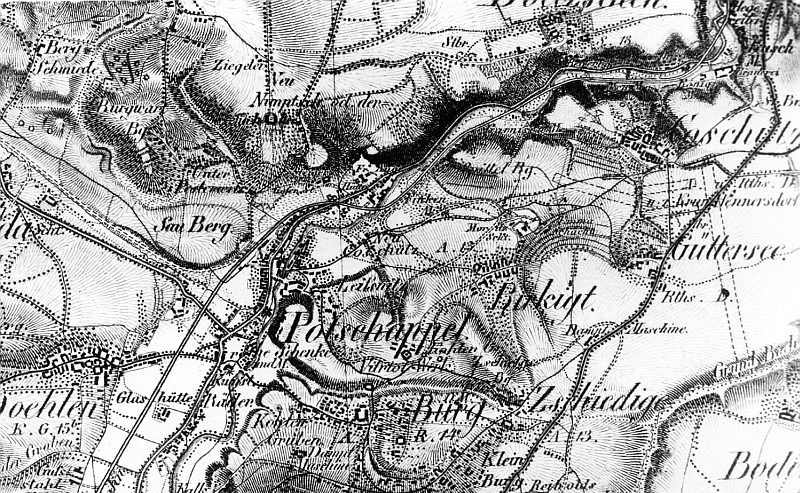
Um 1820: Potschappel und Umgebung

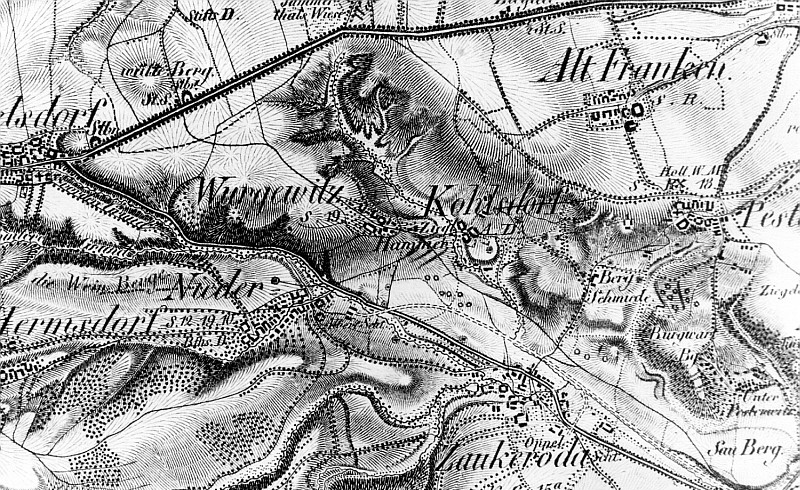
Wurgwitz, Zauckerode und Pesterwitz

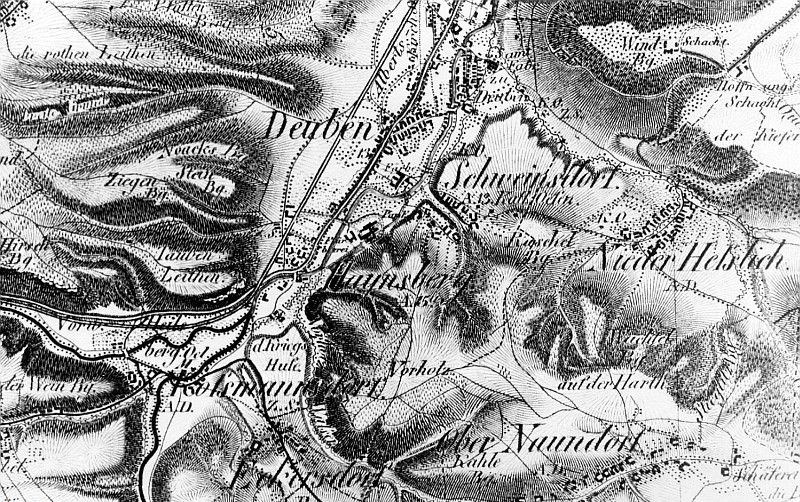
Deuben und Hainsberg

Die schriftlich belegte Geschichte beginnt mit der Dresdner Urkunde von 1206, in der Adlige erscheinen, die sich nach Potschappel, Döhlen und Wurgwitz nennen. Potschappler Adel wird erst wieder 1309 genannt, während der Döhlener 1228 als Arnold „de Zukerade“ (Erstnennung von Zauckerode) wieder erwähnt wird. Die Potschappler dürften in den Herren von Sürßen aufgegangen sein, die anscheinend teilweise in die Oberlausitz übersiedelten. Es hat sich mit einiger Wahrscheinlichkeit um ein hervorgehobenes Vasallengeschlecht der Burggrafen von Dohna gehandelt, das maßgeblich in die Durchführung von deren hochkolonialem Landesausbau in Richtung Rabenau und  Dippoldiswalde eingebunden war (vgl. Artikel Burg Thorun). Die Herren von Wurgwitz, deren Geschicke sich gut nachvollziehen lassen, kolonisierten zur gleichen Zeit im Auftrag des Meißner Bischofs und gehörten – zumindest unter Bruno von Porstendorf – zu dessen engeren Vertrauten. Weitere sich nach Wurgwitz nennende Adlige sind noch bis ins 15. Jahrhundert benannt. Die meisten Freitaler Stadtteile werden erst im 14. oder 15. Jahrhundert zum ersten Mal genannt.
Die (früh-)neuzeitliche Geschichte des heutigen Freitals ist eng mit der Geschichte des Steinkohlenbergbaus im Döhlener Becken, dem jetzigen Freitaler Gebiet, verbunden. Erste Erwähnungen dazu gab es 1542. Der herzogliche Beamte Hans Biener erhielt durch Herzog Moritz von Sachsen das Privileg, Steinkohle abzubauen. Überliefert sind die länger schon bekannten Steinkohlenfunde und einige Bauern schürften knapp unter der Erdoberfläche nach Brennmaterial für den Eigenbedarf. Im Jahr 1571 wurde erstmals in Burgk und 1574 in Potschappel Kohle abgebaut. Als die oberflächlichen Vorräte zur Neige gegangen waren, gerieten die Schächte in Vergessenheit.
Im Jahr 1743 wurde ein so genanntes Steinkohlenmandat erlassen, das dem Grundbesitzer alle Rechte an der auf seinem Grundstück zu schürfenden Kohle gab. Bis Mitte des 18. Jahrhunderts gründeten sich ungefähr 30 Kleinbetriebe, die durch ihre geringe Größe und Erfahrung bei einem großen Konkurrenzdruck leistungsschwach waren.
Dies änderte sich mit dem Beginn der Industrialisierung. Das Königreich Sachsen wollte seinen Anteil daran haben. Zum bereits 1799 erworbenen kurfürstlichen Leopold-Erbstolln wurden 1806 die Rittergüter Zauckerode und Döhlen samt den Privilegien an den Potschappler Kohlefeldern akquiriert und bis 1822 alle verbliebenen Betriebe links der Weißeritz aufgekauft. Aus den vielen kleinen Unternehmen wurde so ein großes erschaffen, die „Königlich Sächsischen Steinkohlenwerke im Plauenschen Grunde“, später „Königliches Steinkohlenwerk Zauckerode“. Es stand unter der Direktion von Carl Wilhelm von Oppel. Die Lokaladministration des Werkes übernahm der Faktor Ernst Friedrich Wilhelm Lindig.
Auf der rechten Weißeritzseite begann die Konzentration der Betriebe erst 1819, als Carl Friedrich August Krebß (später Freiherr Dathe von Burgk) neuer Rittergutsbesitzer auf Burgk wurde. Er erbte fünf Schachtanlagen und kaufte umliegende Kohlefelder hinzu. Daraus gründete er die „Freiherrlich von Burgker Steinkohlen- und Eisenhüttenwerke“.
Während dieser Konzentration setzte eine schnelle Entwicklung der Technik und der nachfolgenden Industrie ein. Der Aufschwung war so gewaltig, dass der Steinkohlenabbau des Plauenschen Grundes mehrere Jahrzehnte, etwa bis in die 1890er Jahre, in technischer und organisatorischer Hinsicht an der Spitze in Deutschland lag. Daraus folgten viele technische Neuerungen und bahnbrechende Erfindungen. Von weltweiter Bedeutung war und ist die 1810 von Ernst Friedrich Wilhelm Lindig erfundene nasse Kohlenaufbereitung (Kohlenwäsche). Die erste Dampfmaschine im sächsischen Bergbau, gebaut von Christian Friedrich Brendel, stand 1820 auf dem Neuen Zauckeroder Kunstschacht. Im Oppelschacht des Königlich Sächsischen Steinkohlenwerks Zauckerode nahm 1882 die erste Elektrolokomotive der Welt im Dauereinsatz ihren Betrieb auf. Es war die Grubenlokomotive „Dorothea“ von Siemens & Halske. In Freital liegt damit der Ursprung der Elektromobilität in Sachsen.
In Burgk begann 1823 die Verkokung der Steinkohle und 1828 wurde das erste Gas erzeugt. Burgk wurde so zum ersten Dorf der Welt mit öffentlicher Gasbeleuchtung. Im gleichen Jahr hatte die Dresdner Innenstadt durch Rudolf Sigismund Blochmann eine Gasbeleuchtung erhalten. Im Jahr 1842 ging der erste sächsische Kokshochofen in der König-Friedrich-August-Hütte in Betrieb.
Um die technisch bedingten großen Wassermengen aus den Gruben herauszubekommen, mussten Wasserbauwerke geschaffen werden, so der Tiefe Weißeritzstolln (1800–1838) und der Tiefe Elbstolln (1817–1836). Am 2. August 1869 ereignete sich im Segen-Gottes- und Neuhoffnungsschacht der Burgker Steinkohlenwerke nahe dem Windberg eine Schlagwetterexplosion, bei der 276 Bergleute umkamen. Am Segen-Gottes-Schacht erinnert daran ein Denkmal.
Das Hochwasser 1897 führte zum Anstieg der Weißeritz um das 140fache des normalen Pegels. In Deuben beschädigte das Hochwasser über 100 Häuser, mehr als ein Dutzend stürzten ein, weit über 100 Familien wurden obdachlos. Nach Rechnungen der Gemeinde richteten die Fluten einen Schaden von rund 1.300.000 Mark an, in Potschappel entstand ein Schaden von etwa 780.000 Mark. Der sächsische König Albert (1828–1902) veranlasste militärische Hilfeleistungen zur Behebung der Schäden. Ihm zum Dank wurde 1903/04 das König-Albert-Denkmal auf dem vorderen Plateau des Windbergs errichtet, das sich zu einem Wahrzeichen der späteren Stadt Freital entwickelte.
Um dem gestiegenen Verkehrsaufkommen durch das starke Bevölkerungswachstum im Plauenschen Grund gerecht zu werden, wurde im Jahr 1902 die vom Dresdner Postplatz bis zum Dorf Plauen bereits bestehende Straßenbahnlinie bis an die Deubener Güterstraße verlängert (Plauensche Grundbahn). Dort wurde auf dem Gelände des heutigen Busbahnhofes das Straßenbahndepot errichtet. Bereits 1906 folgte die Erweiterung bis zum Gasthof Hainsberg (etwa Höhe Turnergäßchen), ab 1912 war Coßmannsdorf Endstation der Straßenbahnlinie. Ab dem Jahr 1906 verkehrte die Güterbahn Deuben zwischen dem Straßenbahndepot und der Egermühle entlang der heutigen Poisentalstraße. Diese Straßenbahn war nur für den Güterverkehr vorgesehen und wurde am 19. November 1972 eingestellt.

### Gründungsjahre und Nationalsozialismus

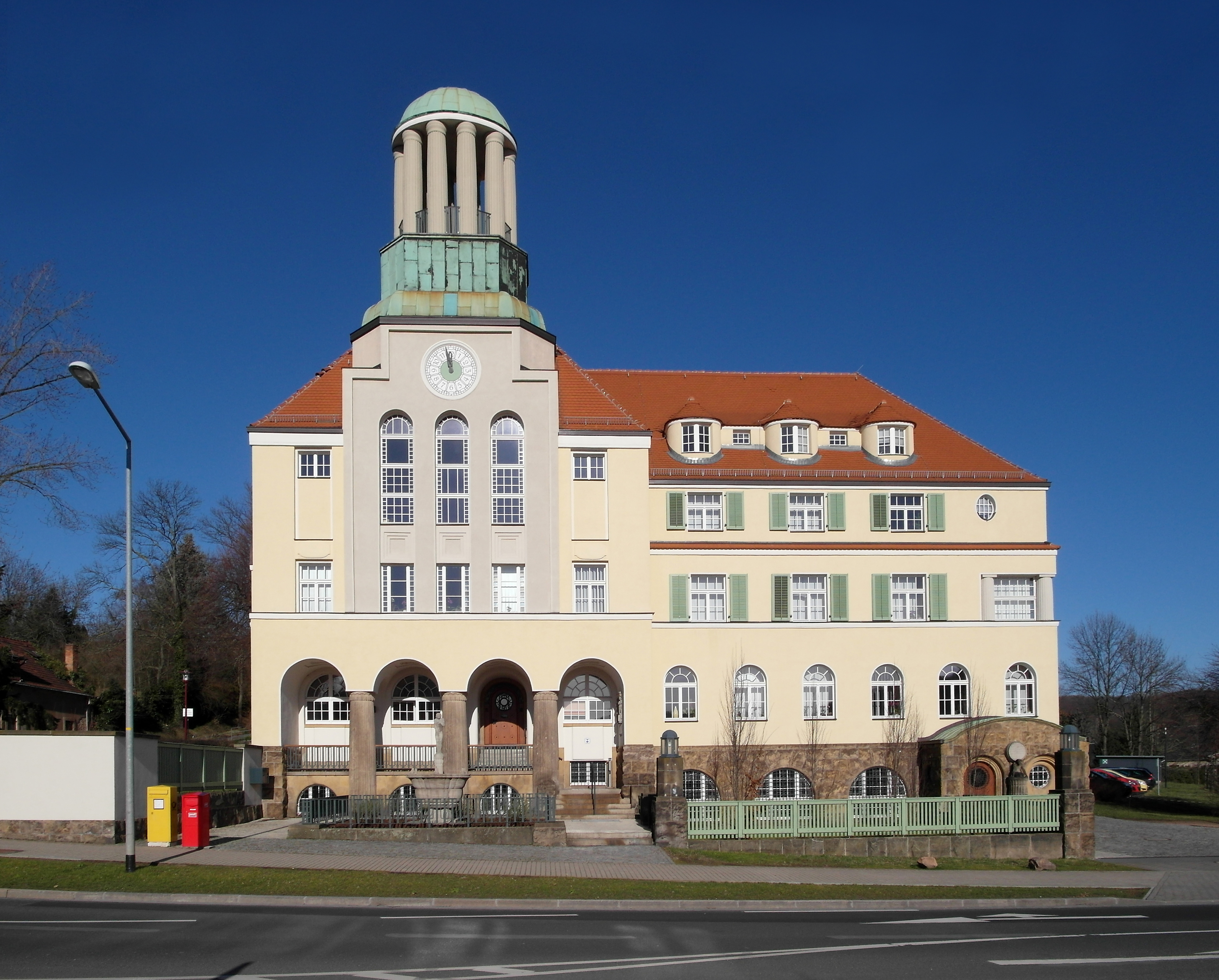
Im Rathaus Döhlen wurde der Gründungsvertrag der Stadt unterzeichnet.

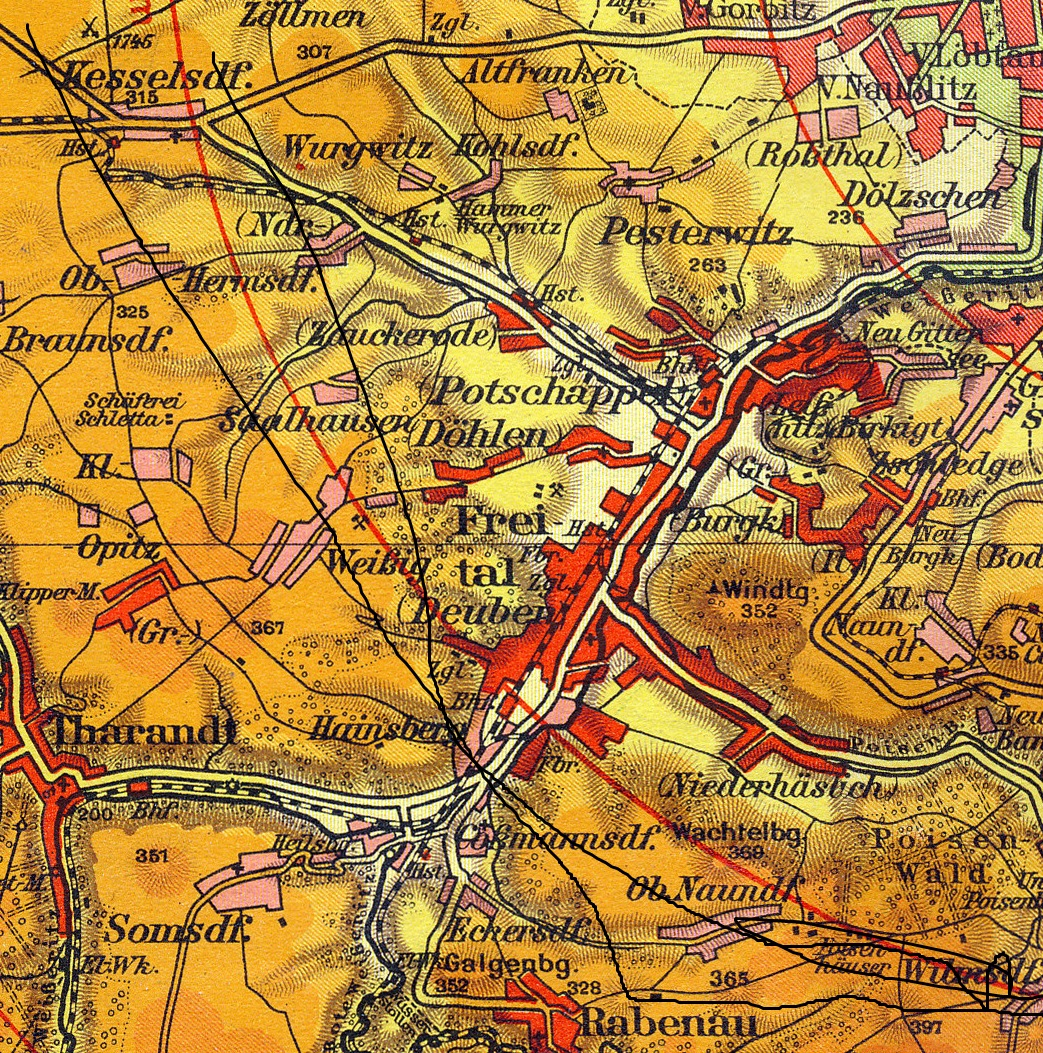
Stadtplan von Freital und Umgebung, um 1930

Erste Überlegungen zu einem Gemeindezusammenschluss im Döhlener Becken gab es bereits Ende des 19. Jahrhunderts. Nachdem die Gemeinden einer Fusion mit den Nachbarn zunächst ablehnend gegenüberstanden, änderte sich dies bis zu Beginn der 1920er Jahre. Den Beschluss zur Vereinigung von Deuben, Döhlen und Potschappel fassten die drei Kommunen am 14. Januar 1920. In der Bevölkerung wurde vor allem der zukünftige Name der Stadt kontrovers diskutiert, da möglichst einzelne Silben der drei Gemeinden in den neuen Namen einfließen sollten und keine Einigung auf den Namen einer Gründungsgemeinde bestand. Es wurden Namen wie „Deupodö-Stadt“ (von Deuben, Potschappel und Döhlen) oder „Dreistadt“ vorgeschlagen, populär waren zudem die Vorschläge „Weißeritz“ und „Windbergen“ als Stadtname, diese Varianten wurden von der Amtshauptmannschaft favorisiert. Angenommen wurde letztlich der Vorschlag des Döhlener Gemeindevertreters und USPD-Politikers Julius Hermann Henker, die Stadt „Freital“, abgeleitet von dem „freien Tal“ der Weißeritz, zu nennen. Eine andere Erzählung zur Namensgebung lenkt den Fokus auf die teils stark bekämpfte aber letztlich durchgesetzte sozialdemokratische Idee einer Modellstadt, „die ‚frei‘ sein sollte von ‚Ausbeutung und Unterdrückung‘“, woraus ihr Name resultierte.
Am 1. Oktober 1921 trat der von den Gemeindevorstehern von Deuben, Döhlen und Potschappel im Rathaus Döhlen unterzeichnete Gründungsvertrag der Stadt Freital in Kraft. Die Geschäfte führte zunächst kommissarisch der ehemalige Potschappler Gemeindevorsteher Max Baumann. Als erster Bürgermeister der neuen Stadt wurde am 16. März 1922 Carl Wedderkopf (1885–1961) gewählt. Er trat sein Amt zum 1. Mai 1922 an und leitete die Geschicke der Stadt bis 1927. Er bezeichnete Freital als eine junge Stadt, deren Name in unserer weiteren Heimat vielen noch unbekannt ist. Eine Industriestadt, im Maschinenzeitalter gebaut, ohne die ruhmreiche Vergangenheit alter deutscher Schwesterstädte und ohne die Spuren des Glanzes verblaßter Jahrhunderte. Eine Stadt der Arbeit, nichts weiter. Am 1. April 1924 wurde Freital kreisfreie Stadt innerhalb der Kreishauptmannschaft Dresden, nachdem sie zuvor Teil der Amtshauptmannschaft Dresden-Altstadt gewesen war. Dies brachte neben größerer Selbständigkeit, vor allem im Finanzbereich, auch das Recht mit sich, das Stadtoberhaupt als Oberbürgermeister zu bezeichnen. Der bereits amtierende Carl Wedderkopf führte seitdem diesen Titel.
Seit der Kaiserzeit bis in die Weimarer Zeit hinein entwickelten sich die Stadt und ihre Vorgängerorte zu einer Hochburg der Sozialdemokratie. In der Weimarer Republik war Freital die einzige Stadt in Sachsen mit einem sozialdemokratischen Oberbürgermeister, da hier die Kommunisten nicht so stark wie im übrigen Sachsen vertreten waren. Fast jeder zehnte Bürger war Mitglied der SPD, die für viele Vereine und Freizeitbeschäftigungen sorgte und Freital zu einer „Wohlfahrtsinsel im trüben kapitalistischen Gewässer der Weimarer Republik“ machte. Das Heil-, Fürsorge- und Wohlfahrtswesen war vollständig in städtischer Hand und alle seine Leistungen waren kostenlos erhältlich. Es wurden zahlreiche Sozialwohnungen – teils genossenschaftlich, teils in städtischem Besitz – gebaut. Dahinter steckte eine eigene konzeptionelle Vorstellung von Sozialismus, die zum Spitznamen „Rotes Wien in Sachsen“ für Freital in den 1920er Jahren und zum Besuch einer Delegation des Genfer Völkerbundes 1927 führte, die dieses Konzept am praktischen Beispiel Freitals studieren wollte.
Um 1930 hatte Freital aufgrund der hohen Sozialausgaben rund sieben Millionen Mark Schulden, das geringste Steueraufkommen und mit Pirna die höchste Arbeitslosenquote in Sachsen. Zur Besserung der finanziellen Lage wurde von den Stadträten die Eingliederung nach Dresden diskutiert und die Oberbürgermeister beider Städte sondierten diesbezüglich. Letztendlich wurden die Pläne nicht verwirklicht und Freital blieb auch nach dem zehnten Jubiläum der Stadtgründung 1931 eigenständig.
Der sozialdemokratische Oberbürgermeister Gustav Klimpel war 1927 auf den aus gesundheitlichen Gründen zurückgetretenen Carl Wedderkopf gefolgt. Nach der NS-Machtübernahme 1933 wurde Klimpel entlassen und zum 1. Februar 1934 Erhardt Schroeter neuer Oberbürgermeister der Stadt. In den folgenden Jahren formierte sich in Freital und Umgebung Widerstand gegen den Nationalsozialismus. Es setzte auch ein Wandel im Geschäftsleben ein, da viele jüdische Gewerbetreibende aus Deutschland flohen. So verließ beispielsweise der Inhaber des bedeutenden Potschappler Central-Kaufhauses, Alois Eckstein, samt Familie die Stadt. Das Schicksal der Ecksteins ist auf den ersten 2022 im Stadtgebiet verlegten „Stolpersteinen“ nachvollziehbar.
In Freital waren während des Zweiten Weltkrieges etwa von 1943 bis 1945 Zwangsarbeiterlager für 4.000 bis 5.000 Häftlinge eingerichtet worden. Ein Drittel von ihnen waren Frauen, die in den Gussstahlwerken Döhlen des Flick-Konzerns Zwangsarbeit verrichten mussten. Sie waren aus den von Deutschland besetzten Ländern verschleppt worden. Am 24. August 1944 wurde ein alliierter Luftangriff auf den Freitaler Stadtteil Birkigt geflogen, der als Ziel das Voltolwerk der Rhenania-Ossag im Ort hatte. Dieser Tagangriff legte den Stadtteil größtenteils in Schutt und tötete 241 Menschen. Den Stadtteil Potschappel trafen Sprengkörper am 14. Februar und 17. April 1945. Insgesamt beklagte Freital 262 Bombentote und über 2000 Wohnungen wurden zerstört. Ebenfalls betroffen waren gewerbliche Anlagen wie die Produktionsstätten der Maschinenfabrik Müller in Potschappel.
Am 8. Mai 1945 übernahmen die Truppen der Roten Armee die Stadt kampflos.

### Nachkriegs- und DDR-Zeit

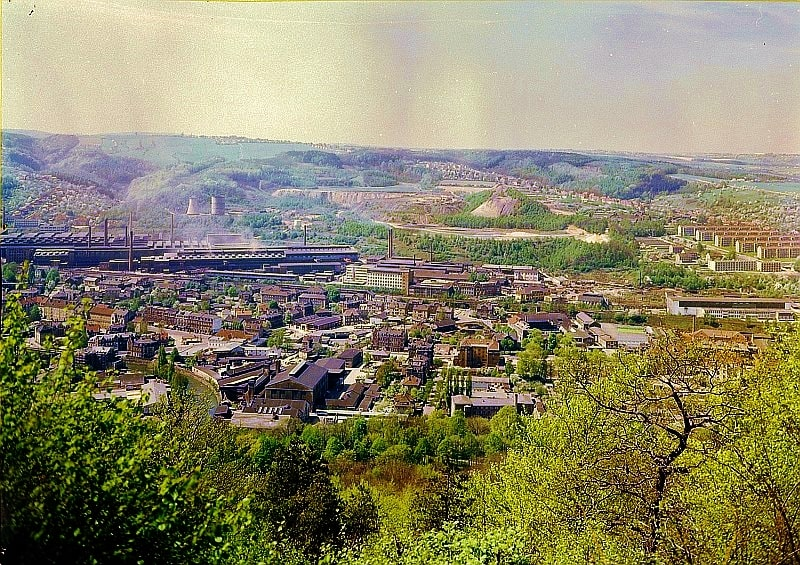
Freital 1976 mit der Werksansicht auf den VEB Edelstahlwerk 8. Mai 1945

Wie in allen Städten in der Sowjetischen Besatzungszone waren sofort nach Kriegsende Befehlshaber der Roten Armee zur Gewährleistung von Ordnung und Sicherheit eingesetzt worden. Deren Status wurde kurz darauf, teilweise unter Zuordnung der umgebenden Ortschaften, in Stadtkommandanturen erhoben. In Freital, das der Kreiskommandantur Dresden / Bezirk Dresden (Generalleutnant  Jerofei Fjodorowitsch Dobrowolski) unterstand, waren das bis September 1946 Major Akim Iwanowitsch Semenichin, bis Juni 1948 Pawel Iwanowitsch Krassowski, bis Februar 1949 Pjotr Wassiljewitsch Swerew und ab Februar 1949 Michail Alexejewitsch Ischekow. Parallel dazu wurde unter Kontrolle der Kommandanturen schrittweise die örtliche Verwaltung neu gebildet.
Nach dem Ende der NS-Zeit traten wieder fast 3000 Menschen der SPD bei. Vom 5. bis zum 8. Oktober 1945 fand der „I. Landesparteitag der SPD“ im „Goldenen Löwen“, einem großen Gasthaus in Potschappel, statt. Der langjährig in der Stadtverwaltung aktive Franz Baumgarten übernahm das Bürgermeisteramt übergangsweise zwischen März und August 1945. Baumgarten stand schon nach der Entlassung Gustav Klimpels 1933 interimistisch für ein paar Monate an der Stadtspitze. Ihm folgte der SPD-Politiker Arno Hennig. Hennig wurde als Gegner der Zwangsvereinigung von SPD und KPD zur SED nach wenigen Monaten abgesetzt und floh nach Westdeutschland. Die SED erzielte bei den ersten Wahlen eine deutliche Mehrheit und der SED-Politiker Karl Wenk erlangte das Amt des Oberbürgermeisters.
Wie in ganz Sachsen wurde am 30. Juni 1946 der Volksentscheid zum Gesetz über die Übergabe von Betrieben von Kriegs- und Naziverbrechern in das Eigentum des Volkes abgehalten. In Freital stimmten 85,7 % der Stimmberechtigten für das Gesetz, dieser Wert lag weit über dem sächsischen Gesamtergebnis von 77,6 %. In Folge kam es zur Enteignung von Industriellen und Großgrundbesitzern, die mit ihren Unternehmen während der NS-Zeit die Kriegswirtschaft Hitlers unterstützt hatten.
Freital verlor 1946 den Status der Kreisfreien Stadt und wurde wieder in den Landkreis Dresden, die 1939 umbenannte Amtshauptmannschaft Dresden, eingegliedert. Mit der 1952 durchgeführten Kreisreform in der DDR wurde Freital Verwaltungssitz und kreisangehörige Stadt des neugegründeten Kreises Freital im Bezirk Dresden. Er war aus Teilen der alten Landkreise Dippoldiswalde, Dresden, Meißen und Freiberg gebildet worden.

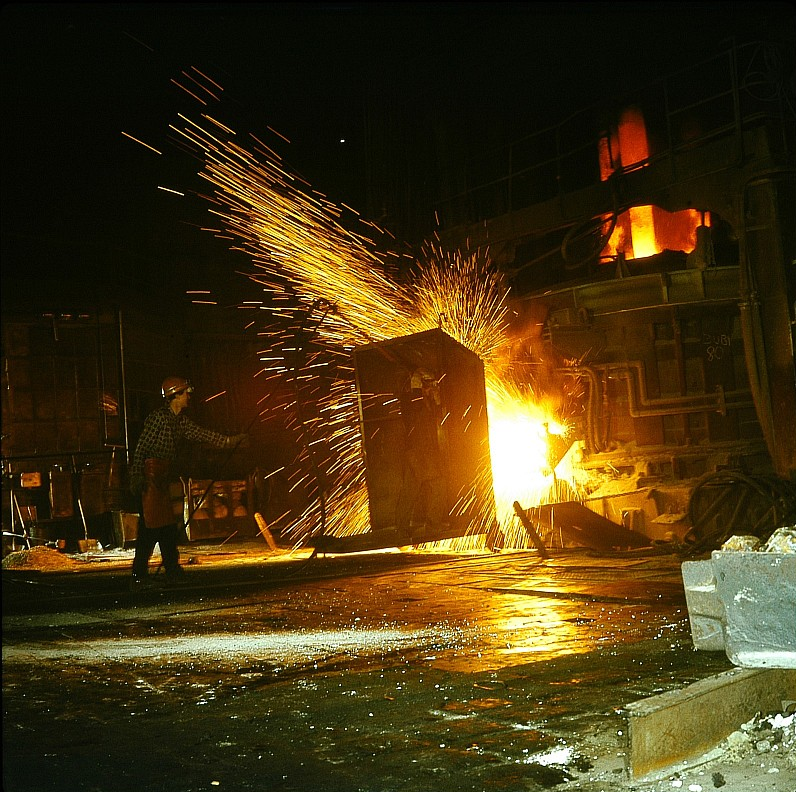
Arbeiter im Freitaler Edelstahlwerk 1980

Die Sowjetisch-Deutsche Aktiengesellschaft Wismut durchsuchte das Freitaler Steinkohlenrevier ab 1947 auf radioaktive Anomalien mit Hilfe mehrerer Schächte und Schürfe. Nach der Einstellung des Steinkohlenbergbaus 1968 übernahm die Wismut die Anlagen des Steinkohlenwerks „Willi Agatz“ und förderte bis 1989 Erzkohle zur Urangewinnung. Die Gussstahlwerke wurden nach der sowjetischen Demontage ab 1947 als VEB Edelstahlwerk 8. Mai 1945 wieder aufgebaut. Auch andere Industriezweige nahmen die Produktion wieder auf und führten zu gesteigerter Nachfrage an Arbeitskräften.

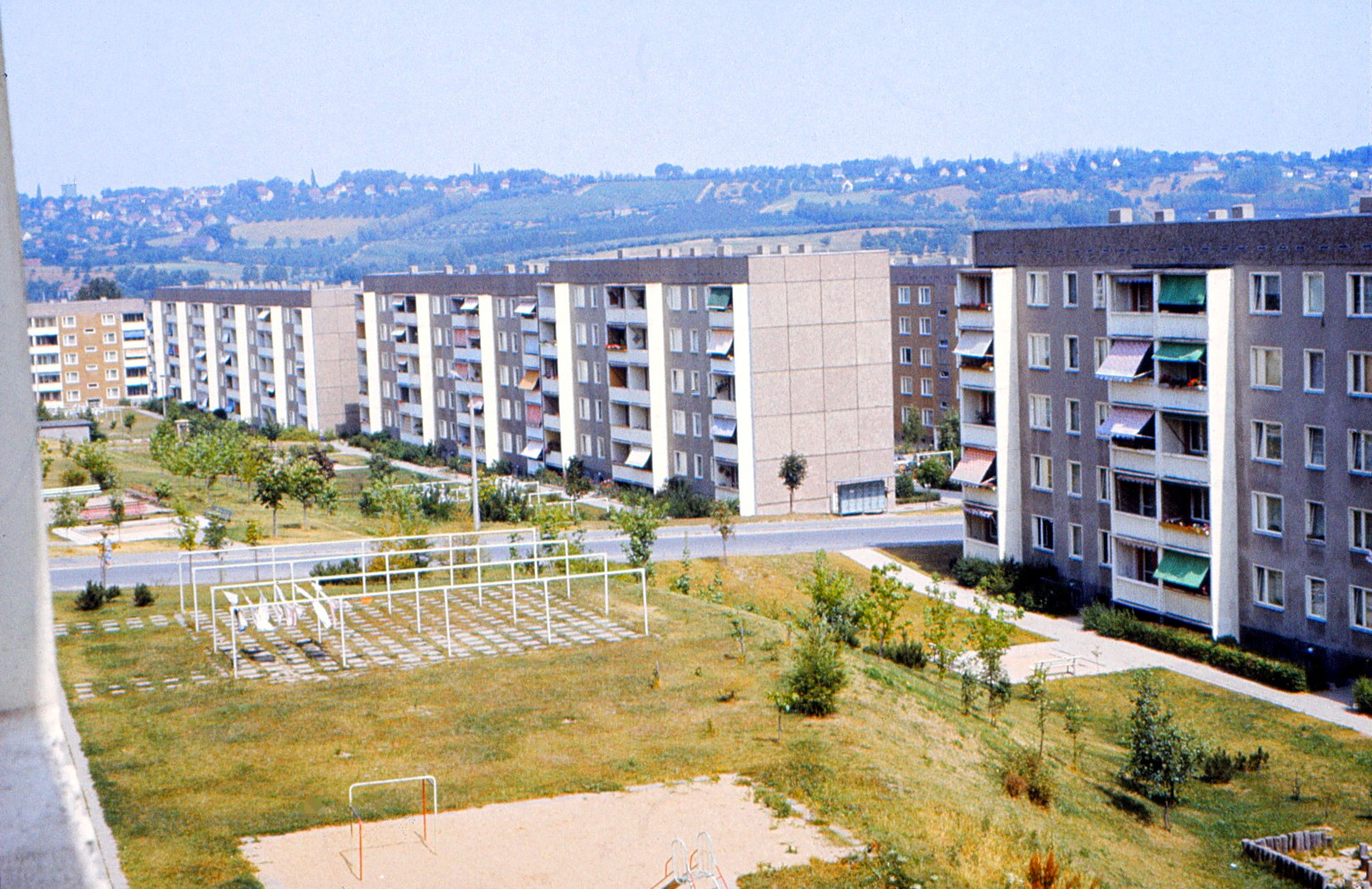
Wohnblöcke in Zauckerode

Neue Arbeitersiedlungen entstanden sowohl an den Stadträndern als auch zentrumsnah. In traditioneller Bauweise errichteten Arbeiter des Edelstahlwerks durch Eigenleistungen in den 1950er Jahren die ersten Arbeiterwohnhäuser am Raschelberg in Niederhäslich. In den 1960er Jahren wurde dieses Gebiet durch die ersten in Plattenbauweise errichteten Wohnblöcke ergänzt. Weitere Plattenbaugebiete entstanden in den 1970er Jahren in Hainsberg und Deuben-Süd sowie von 1974 bis 1984 in Zauckerode, mit 2500 Wohnungen auf einer Fläche von 38 Hektar das größte seiner Art in Freital.
Aufgrund der ungenügenden Abgasbehandlung in den zahlreichen Freitaler Industriebetrieben musste die Stadt in ihrer Beckenlage zwischen 1950 und 1990 sehr oft starke Luftschadstoffbelastungen hinnehmen, deren Ausmaß offiziell verschwiegen wurde. Die Deponien des Bergbaus und des Stahlwerkes führten zu starken Belastungen des Naturhaushaltes.
Im Juli 1961 wurde der spätere Freitaler Stadtteil Hainsberg Austragungsort der Weltmeisterschaften im Wildwasserrennen und im Kanuslalom. Es war das erste Mal, dass die Weltmeisterschaften im Wildwasserrennen zusammen mit dem Kanuslalom an einem Ort ausgetragen wurden. Es traten Sportler aus 13 Nationen an. In beiden Meisterschaften siegten DDR-Sportler. Etwa 30.000 Zuschauer verfolgten die Wettkämpfe. Für genug Wasser in der Weißeritz wurde durch die teilweise Öffnung der Talsperre Malter gesorgt.

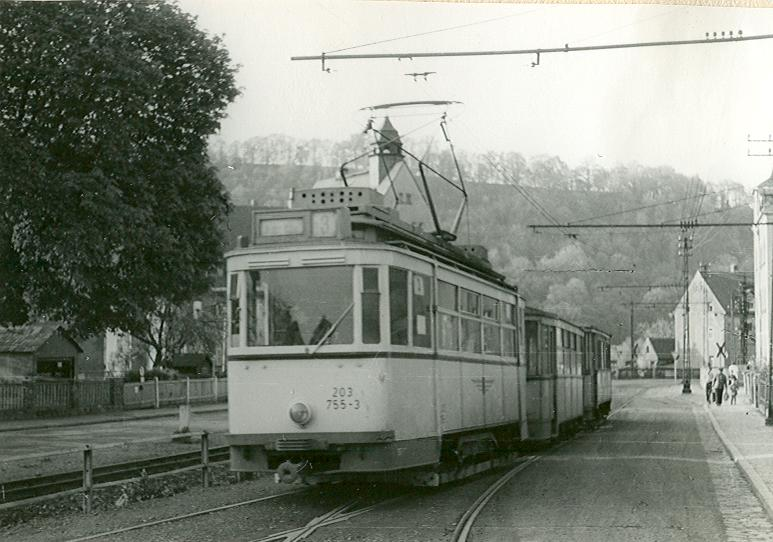
Endhaltestelle Coßmannsdorf der Straßenbahn 1973

Am 26. Mai 1974 wurde die Plauenscher-Grund-Straßenbahn (Linie 3) stillgelegt, da notwendige Ausbauarbeiten an den Gleis- und Stromversorgungsanlagen sowie am Betriebshof für die Umstellung auf Tatra-Verkehr nicht finanzierbar waren und zudem ein 30-Minuten-Takt per Eisenbahn nach Dresden eingeführt wurde. In diesem Zusammenhang wurde auch der neue Eisenbahn-Haltepunkt Freital-Hainsberg West an der Somsdorfer Straße errichtet. Zu dieser Zeit erwies sich außerdem die Schmalspurbahnstrecke Freital-Potschappel – Wilsdruff als unrentabel und wurde stillgelegt.
Im Zuge der friedlichen Revolution 1989 erlebte Freital einige Demonstrationen, vor allem im Zusammenhang mit der geplanten Errichtung eines Reinstsiliziumwerkes im angrenzenden Dresden-Gittersee. In den anschließenden freien Gemeinderatswahlen am 6. Mai 1990 siegte in Freital die CDU mit Bürgermeister Dietmar Lumpe und 46,7 % der Stimmen vor der PDS (14,4 %) und der SPD (12,6 %). Die SED-Herrschaft in der DDR hatte die Erinnerung an die sozialdemokratische Anfangszeit der Stadt vollständig überlagert, was sich an den Wahlergebnissen der SPD 1990 widerspiegelt. Von der durch Arbeitervereine geprägten Freizeitkultur ist in dieser Form nichts mehr verblieben. Der Stadtrat hielt seine konstituierende Sitzung am 6. Juni 1990 im Club der Edelstahlwerker ab.

### Nachwendezeit
Bei den Kommunalwahlen 1994 gelang der SPD ein deutlicher Zugewinn und die Partei stellte mit Klaus Pollack wieder für sieben Jahre den Bürgermeister. Mit der Kreisreform 1994 wurde die zentraler, jedoch nicht direkt im Ballungsraum Dresden gelegene und wesentlich kleinere Stadt Dippoldiswalde Kreissitz des im Wesentlichen aus den Landkreisen Freital und Dippoldiswalde neugeschaffenen Weißeritzkreises. Freital verlor seinen Kreissitz und ist seitdem die einwohnerreichste kreisangehörige Stadt Sachsens, die nicht auch Kreisstadt ist. Gemeinsam mit anderen Städten, die im Zuge der Reform den Kreissitz verloren, erhielt Freital am 1. April 1997 den Status einer Großen Kreisstadt und damit zusätzliche kommunalrechtliche Aufgaben. Sie trägt diesen Titel seitdem als eine von insgesamt 53 sächsischen Städten.
Durch den Strukturwandel in der Nachwendezeit reduzierten viele der Industriebetriebe ihre Belegschaft teils drastisch, einige gingen im neuen Wirtschaftssystem in Konkurs. Die Arbeitslosenquote in Freital stieg durch zahlreiche Entlassungen auf über 10 %. Kompensationsmöglichkeiten ergaben sich in der Folge unter anderem durch die Nähe zur Landeshauptstadt Dresden und die Firmenansiedlungen in Sachsens erstem neuen Gewerbegebiet im benachbarten Kesselsdorf. Der gesellschaftliche Umbruch wirkte sich wie in ganz Sachsen auch in Freital auf die Einwohnerzahl aus: durch Abwanderung nach Westdeutschland verlor die Stadt in fünf Jahren etwa 2500 Einwohner und erreichte Ende 1995 mit 37.500 die geringste Bevölkerungszahl seit den 1960er Jahren.
In den späteren 1990er Jahren erhielt Freital ein modernes Stadtbussystem mit den Linien A–F, die zunächst vom Regionalverkehr Dresden betrieben wurden. Der zunehmende Motorisierungsgrad in der Nachwendezeit sorgte auf Freitals zentraler und für viele Verbindungen alternativloser vierstreifiger Verkehrsachse Dresdner Straße, die zugleich durch die dicht bebauten Stadtteilzentren führt, für eine hohe Verkehrsbelastung. Zur Entlastung der Dresdner Straße und der Ortskerne sowie zur Erschließung neuer, durch Industrieflächen-Konversion entstandener Gewerbeflächen wurde der Bau einer Umgehungsstraße („Nord-West-Tangente“) zwischen Potschappel und Deuben projektiert und begonnen.

### 2000er Jahre
Nach den Bürgermeisterwahlen 2001 stellte die CDU mit Klaus Mättig wieder das Stadtoberhaupt. Mättig war zuvor Vorsteher der 1999 eingegliederten Gemeinde Pesterwitz. Im Oktober 2001 erhielt Freital mit der Freigabe des ersten Teilabschnitts der Bundesautobahn 17 zwischen dem Dreieck Dresden-West und Dresden-Gorbitz einen Autobahnanschluss direkt nordwestlich der Stadt. Für die Anbindung der Autobahn, die im weiteren Verlauf auch Pesterwitz tangiert, wurden vor allem dort und auf Wurgwitzer Fluren neue und leistungsfähigere Verkehrsanlagen geschaffen und die Stadt mit der Freigabe weiterer Teilabschnitte vom Durchgangsverkehr in Richtung Bundesstraße 170 und Tschechien entlastet.

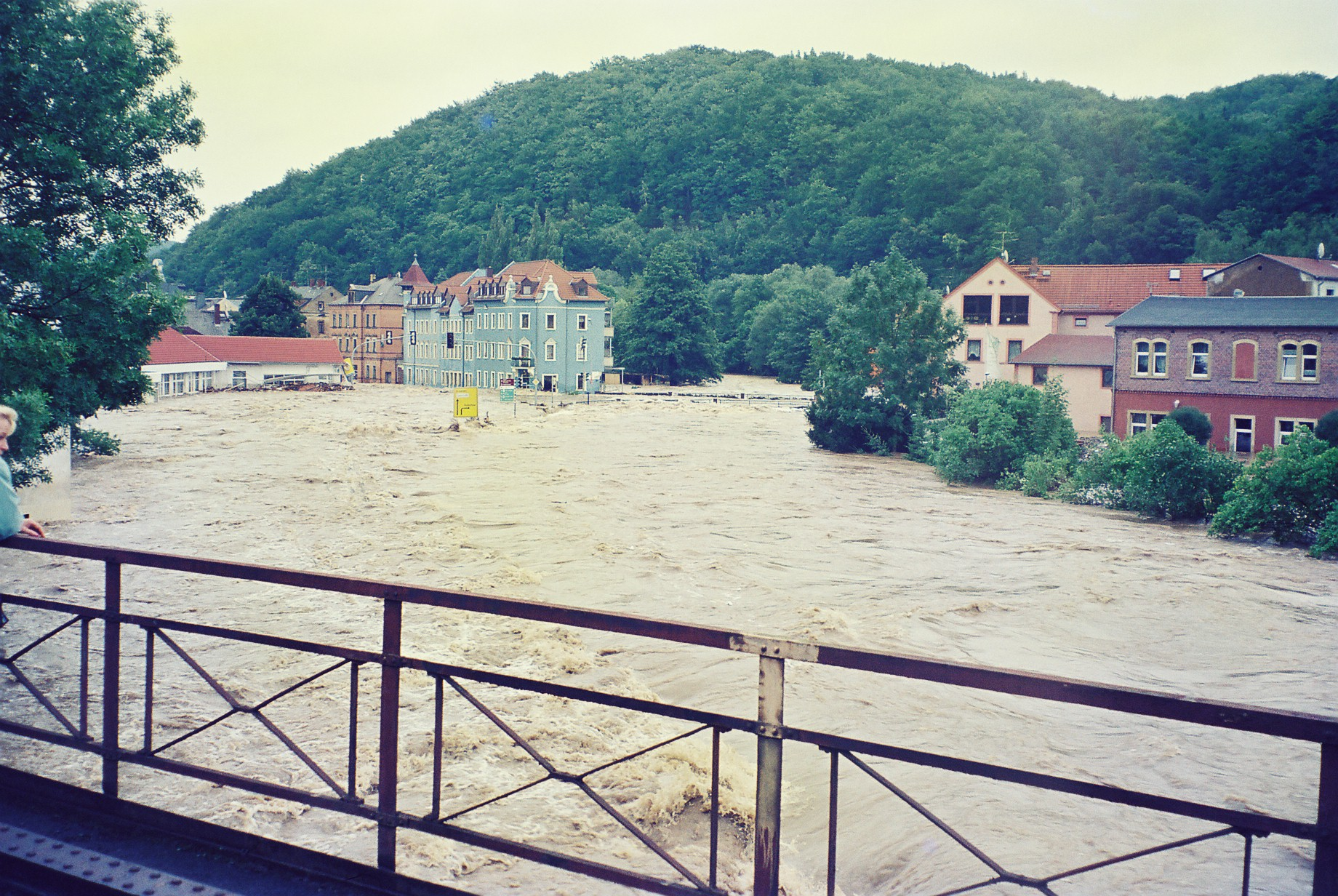
Flut der Weißeritz in Freital-Hainsberg

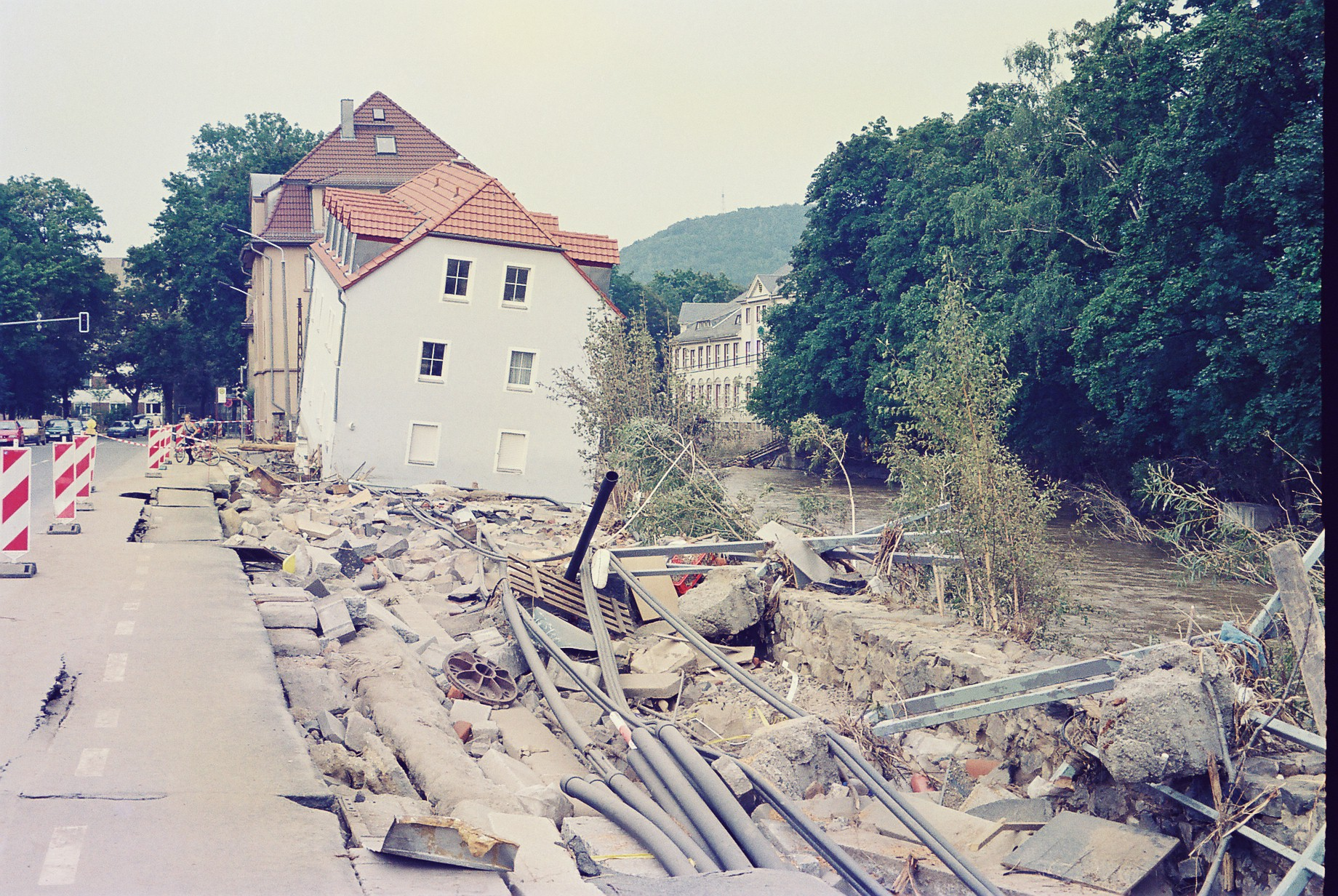
Unterspülter Straßenzug und abgesacktes Wohngebäude an der Weißeritz

Ein einschneidendes Ereignis war das Hochwasser der Weißeritz im August 2002. Während der „Jahrhundertflut“ zerstörte der Fluss große Teile der Infrastruktur und Bebauung im engen Tal und forderte auch Menschenleben. Die Sanierung beschädigter Straßen, Häuser und Brücken wurde bis 2005 weitgehend abgeschlossen. Viele der durch die Wassermassen verwüsteten Häuser in der Innenstadt wurden abgerissen und hinterließen Freiflächen, die teils weiterhin brach liegen, in öffentliche Grünflächen umgewandelt oder, jedoch nur zögerlich, neu bebaut wurden. Die für den Tourismus bedeutende Weißeritztalbahn wurde vom Hochwasser stark beschädigt. Nach sehr umfangreichen Bauarbeiten konnte 2008 das Teilstück bis Dippoldiswalde und erst 2017 die Gesamtstrecke wieder in Betrieb genommen werden. Im Zuge der Sanierungen wurde auch das reguläre Schienennetz der Deutschen Bahn samt Ingenieurbauwerken im gesamten Weißeritztal instand gesetzt und die Bahnhöfe der Stadt umfangreich saniert. Als Folge des Hochwassers investierte die Landestalsperrenverwaltung seit 2002 insbesondere an der Weißeritz verstärkt in den Hochwasserschutz, so in die Erneuerung und Erhöhung von Stützmauern, das Vertiefen des Flussbetts und der Beseitigung von Engstellen im Flusslauf.
Die Umgehungsstraße von Potschappel nach Deuben wurde bis 2006 vollständig für den Verkehr freigegeben. Für die Entlastung des zweiten Teils der Dresdner Straße zwischen Deuben und Hainsberg bestehen lediglich Variantenuntersuchungen zur Fortführung der Umgehung. Freital gehört seit der Verwaltungsgebietsreform 2008 zum Landkreis Sächsische Schweiz-Osterzgebirge mit Pirna als Kreisstadt. Im gleichen Jahr wurde Oberbürgermeister Mättig im ersten Wahlgang mit über 75 % der Stimmen für eine zweite Amtszeit gewählt.

### Rechtsextremistische Gewalt 2015/16
Insbesondere ab Juni 2015 gerieten fremdenfeindliche Proteste in Freital gegen die Umfunktionierung eines ehemaligen Hotels zu einem Flüchtlingsheim und diesbezüglichen Aufrufen zu Gewalt in die überregionalen Nachrichten. Auch Anschläge und Gewalttaten gegen Flüchtlinge wurden in diesem Zusammenhang verübt. Unter anderem Der Tagesspiegel berichtete von Rechtsextremisten, die „vereint mit ‚besorgten Bürgern‘“ über mehrere Wochen gegen die Unterkunft, die Asylbewerber und engagierte Flüchtlingshelfer im Ort mobil machten.
Im April 2016 wurde eine Gruppe mutmaßlicher Rechtsterroristen aus der Freitaler Region festgenommen. Der „Gruppe Freital“ wurden Sprengstoffanschläge und gewaltsame Angriffe auf Flüchtlingsunterkünfte, Flüchtlingshelfer, ein Parteibüro der Linken und ein Wohnhaus in Dresden vorgeworfen. Es wurden schließlich sieben Männer und eine Frau in Dresden unter anderem wegen versuchten Mordes und der Bildung einer terroristischen Vereinigung angeklagt. und Anfang 2018 zu mehrjährigen Haftstrafen verurteilt.
Der Tagesspiegel und Panorama berichteten in diesem Zusammenhang von einer verbreiteten Verharmlosung der rechtsterroristischen Gruppe und ihrer Taten im Ort, die laut Prozessbeobachtern den Nährboden für die Radikalisierung der „Gruppe Freital“ gebildet habe.

### Entwicklung der Einwohnerzahl
Die Einwohnerzahl der Stadt Freital wurde in den Anfangsjahren bis etwa 1955 maßgeblich durch die wirtschaftliche Entwicklung des Bergbaus beeinflusst, die viele Arbeiter mit ihren Familien in die Stadt brachte. Als die Bergwerke stückweise stillgelegt wurden, ging zunächst die Einwohnerzahl der Stadt zurück. Dies konnte durch Eingemeindungen in den 1970er Jahren und durch das Anwachsen der großen städtischen Industriebetriebe, wie des Edelstahlwerkes, kompensiert werden. Die Bevölkerung stieg bis auf den Höchststand von 46.651 Einwohnern im Jahr 1977.
Nach der Wende verlor die Stadt, wie alle Kommunen in Ostdeutschland, wieder deutlich an Einwohnern, nach dem Jahr 2000 blieb die Einwohnerzahl bei etwas über 39.000 Einwohnern konstant.
| Jahr | Einwohner |
| ---- | --------- |
| 1925 | 36.5581   |
| 1939 | 37.0612   |
| 1946 | 39.1593   |
| 1950 | 40.0484   |
| 1960 | 37.565    |
| 1970 | 42.159    |
| 1980 | 46.149    |
| 1985 | 43.742    |

| Jahr | Einwohner |
| ---- | --------- |
| 1990 | 40.033    |
| 1995 | 37.582    |
| 2000 | 40.129    |
| 2005 | 39.174    |
| 2010 | 39.275    |
| 2015 | 39.734    |
| 2020 | 39.405    |
| 2023 | 39.384    |

Angaben vom 31. Dezember

1 16. Juni

2 29. Oktober

3 17. Mai

4 31. August

Die amtliche Einwohnerzahl vom 31. Dezember 2023 beträgt 39.384. In der im Juni 2024 vom Statistischen Landesamt des Freistaates Sachsen veröffentlichten 8. Regionalisierten Bevölkerungsprognose (Basis 2022) wird für Freital bis 2040 eine sinkende Einwohnerzahl vorausgesagt. Nach der Prognose werden in Freital im Jahr 2040 zwischen 36.900 und 38.500 Menschen leben. Im vorherigen Durchlauf der Studie war noch von 39.500 bis 40.600 Einwohnern 2035 ausgegangen worden.

### Eingemeindungen
Am 1. Oktober 1921 vereinigten sich die Orte Deuben, Döhlen und Potschappel zur Stadt Freital. Nach Deuben waren am 1. April 1900 Schweinsdorf und 1915 Niederhäslich eingemeindet worden. Diese beiden Orte kamen nach dem Zusammenschluss nicht als eigenständige Ortsteile nach Freital, sondern blieben als Gemarkungen Deuben zugeordnet. Erst durch eine Gemeindeteiländerung im März 2011 wurden sie eigene Stadtteile. Potschappel mit seinem 1838 eingemeindeten Ortsteil Leisnitz hatte 1896 Neucoschütz und 1915 Niederpesterwitz eingegliedert. Döhlen blieb ohne ausgewiesenen Ortsteil.
In die Stadt Freital wurde am 1. Oktober 1922 das nordwestlich gelegene Dorf Zauckerode eingemeindet, am 1. Januar 1923 folgte Birkigt, das an Potschappel grenzte. Als dritter eingemeindeter Stadtteil kam am 1. April 1924 Burgk hinzu. Die Gemeinde Burgk war erst 1912 aus Großburgk und Kleinburgk gebildet worden, der Ort Zschiedge kam 1915 hinzu. Wie alle Ortsteile später eingegliederter Gemeinden blieben diese drei Ortsteile nur als Gemarkungen erhalten. Die Gemeinde Hainsberg mit ihrem Ortsteil Coßmannsdorf (eingemeindet 1933) wurde zum 1. Januar 1964 nach Freital gegliedert. Coßmannsdorf, bis zum 1. Januar 1907 zu Somsdorf gehörig, hatte den 1913 eingemeindeten auf der Gemarkung liegenden Ortsteil Eckersdorf.
Im Jahr 1973 erfolgte eine weitere Eingemeindung. Zum 1. Januar wurde Saalhausen achter Stadtteil Freitals. Zum 1. Januar 1974 folgten weitere Eingliederungen: Die Orte Kleinnaundorf, Somsdorf, Weißig und Wurgwitz gaben ihre Eigenständigkeit auf und wurden Stadtteile Freitals. Wurgwitz hatte vor der Eingemeindung die Ortsteile Kohlsdorf und Niederhermsdorf. Niederhermsdorf und Wurgwitz hatten sich bereits am 7. Juli 1921 zusammengeschlossen. Auf der Kohlsdorfer Gemarkung liegt das Gut Hammer. Viele Gemeinden im westlichen Dresdner Land mussten um die Jahrtausendwende ihre Eigenständigkeit aufgeben, so wie Pesterwitz. Der Gemeinderat entschied sich für eine Eingemeindung nach Freital zum 1. Januar 1999 und gegen die Zugehörigkeit zur Landeshauptstadt. Damit ist der im Norden des Stadtgebietes gelegene Ort der zuletzt eingegliederte Stadtteil.
Bis zur Gemeindeteiländerung am 1. März 2011 waren Birkigt, Burgk, Deuben, Döhlen, Hainsberg, Potschappel und Zauckerode zu einem Stadtteil Freital zusammengefasst, die übrigen zur Stadt gehörenden Orte wurden als Ortsteile bezeichnet.
Ab Ende 2004 wurde von verschiedenen Gruppen versucht, eine Eingemeindung Freitals nach Dresden auf den Weg zu bringen. Zur gleichen Zeit gab es ähnliche Überlegungen in anderen Gemeinden im Ballungsraum der Landeshauptstadt. Der Freitaler Stadtrat stand dieser Idee ablehnend gegenüber. Im Jahr 2012 gab es seitens der überschuldeten Gemeinde Dorfhain Bestrebungen zu einer Eingemeindung nach Freital. Diese scheiterten an der fehlenden gemeinsamen Grenze beider Gemeinden sowie der Ablehnung Freitals. Ein Zusammenschluss mit Dorfhain wäre nur mit gleichzeitiger Eingemeindung von Tharandt gewollt. Von Seiten Tharandts bestand jedoch kein Interesse an einer Fusion.

## Religionen

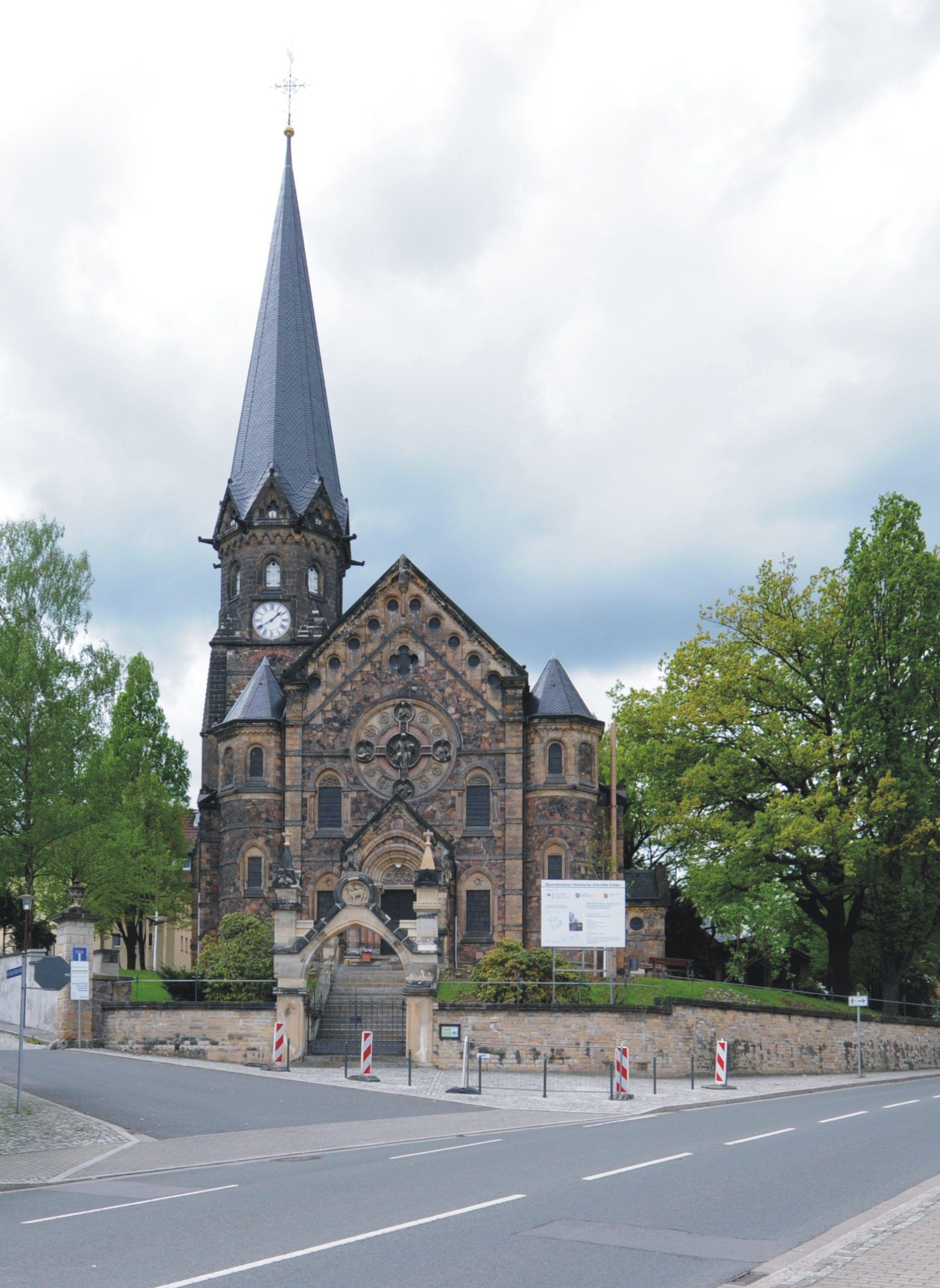
Lutherkirche Freital-Döhlen

Die am weitesten verbreitete Religion in Freital ist die evangelische Konfession des Christentums. Zum 1999 gegründeten Kirchspiel Freital der Evangelisch-Lutherischen Landeskirche Sachsens gehörten die Kirchgemeinden der Christuskirche Deuben, der Emmauskirche Potschappel, der Georgenkirche Somsdorf, der Hoffnungskirche Hainsberg und der Lutherkirche Döhlen. Zum 1. Januar 2014 vereinten sich diese Kirchgemeinden des Kirchspieles zur Ev.-Luth. Kirchgemeinde Freital. Zur evangelisch-lutherische St.-Jakobus-Kirchgemeinde in Pesterwitz gehören neben dem Stadtteil Zauckerode einige Gebiete auf dem Stadtgebiet Dresdens. Die Freitaler und die Pesterwitzer Kirchgemeinde gehören seit dem 2. Januar 2021 zum Ev.-Luth. Kirchgemeindebund Wilsdruff-Freital. Der Stadtteil Wurgwitz gehört zur Kirchgemeinde Kesselsdorf, der Stadtteil Kleinnaundorf mit der Friedenskapelle Kleinnaundorf zur Kirchgemeinde Bannewitz.
Große Friedhöfe befinden sich unter anderem in Pesterwitz, Schweinsdorf/Deuben, Potschappel und Döhlen.
Weitere Kirchen mit Kirchgemeinden ohne typische Kirchenbauten sind die Freie evangelische Gemeinde Freital und die römisch-katholische Pfarrgemeinde St. Joachim in Deuben. Religionsgemeinschaften sind die Neuapostolische Kirche Freital sowie die Zeugen Jehovas mit Königreichssaal in Hainsberg.
Während der NS-Zeit wurden die Freitaler Juden vertrieben. Im Jahr 1933 lebten noch 18 registrierte Juden im Stadtkreis Freital, 1939 gab es laut Angaben von NS-Behörden keine Juden mehr in der Stadt.

## Politik

### Stadtrat und Ortschaftsräte
Bei der Stadtratswahl am 9. Juni 2024 wurde die AfD mit 26,1 % der abgegebenen gültigen Stimmen stärkste Kraft im Freitaler Stadtrat. Bis 2014 hatte die nun zweitplatzierte CDU alle Kommunalwahlen in der Stadt seit 1990 gewonnen, zur Wahl 2004 mit absoluter Mehrheit. Die Konservative Mitte (KM), die sich in der Wahlperiode 2019–2024 aus ehemaligen Stadträten der CDU, der AfD und der Freien Wähler gebildet hatte, erreichte mit etwa 23 % den zweiten Platz hinter AfD und vor der CDU. Erstmals ist seit 2024 die rechtsextreme Kleinpartei Freie Sachsen mit einem Sitz im Stadtrat vertreten.
Der Stadtrat umfasst 34 Sitze. Es haben sich folgende Fraktionen gebildet:
- Fraktion AfD: 9 Sitze
- Fraktion Freitals konservative Mitte: 8 Sitze
- Fraktion Bürger für Freital: 6 Sitze
- Fraktion CDU: 5 Sitze
- Fraktion Mitte-Links: 4 Sitze (2 SPD, je 1 GRÜNE und LINKE)
- fraktionslos: 2 Sitze (je 1 FDP und Freie Sachsen)

In der folgenden Tabelle sind die Stimmenanteile der einzelnen Parteien und Gruppierungen bei den Kommunalwahlen seit 1990 aufgelistet (in Prozent).
| Partei / Liste     | 1990 | 1994 | 1999 | 2004 | 2009 | 2014 | 2019 | 2024 |
| ------------------ | ---- | ---- | ---- | ---- | ---- | ---- | ---- | ---- |
| AfD                | –    | –    | –    | –    | –    | 9,6  | 25,9 | 26,2 |
| Konservative Mitte | –    | –    | –    | –    | –    | –    | –    | 23,4 |
| Bürger für Freital | –    | 3,3  | 11,4 | 8,1  | 16,0 | 22,9 | 9,0  | 17,6 |
| Freie Wähler       | –    | –    | –    | –    | –    | –    | 13,3 | 17,6 |
| CDU                | 46,7 | 39,9 | 45,1 | 53,8 | 42,0 | 31,9 | 23,3 | 14,5 |
| SPD                | 12,6 | 27,3 | 16,4 | 11,6 | 10,3 | 10,9 | 7,5  | 5,1  |
| GRÜNE              | –    | 4,3  | 2,3  | 3,3  | 4,2  | 4,3  | 6,3  | 4,1  |
| LINKE / PDS        | 14,4 | 16,2 | 18,3 | 14,0 | 13,4 | 12,4 | 8,3  | 4,0  |
| FDP                | 4,4  | 2,6  | 2,3  | 2,4  | 8,5  | 4,0  | 5,6  | 2,7  |
| Freie Sachsen      | –    | –    | –    | –    | –    | –    | –    | 2,4  |
| NPD                | –    | –    | –    | –    | 5,6  | 4,0  | 0,7  | –    |
| REP                | –    | 4,3  | 4,2  | 6,7  | –    | –    | –    | –    |
| FORUM              | 5,7  | 3,9  | –    | –    | –    | –    | –    | –    |
| DSU                | 9,3  | 2,5  | –    | –    | –    | –    | –    | –    |
| Sonstige           | 6,9  | –    | –    | –    | –    | –    | –    | –    |

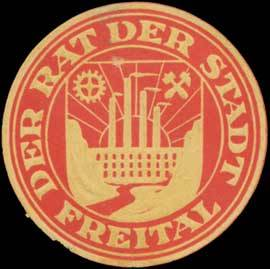
Siegelmarke des frühen Freitaler Stadtrates

In den Stadtteilen Kleinnaundorf (seit 1999), Pesterwitz (seit 1999), Weißig (seit 2004) und Wurgwitz (seit 1994) werden als kleinräumige Bürgervertretung Ortschaftsräte gebildet. Sie werden gemeinsam mit dem Stadtrat gewählt, damit ebenfalls zuletzt am 9. Juni 2024. Der Ortschaftsrat besteht aus acht (in Pesterwitz: zehn) Ortschaftsräten, die aus ihren Reihen einen Ortsvorsteher bestimmen. In Kleinnaundorf ist das Thomas Käfer, in Pesterwitz Wolfgang Schneider, in Weißig Matthias Koch und in Wurgwitz Jutta Ebert.

### Bürgermeister
Infolge des Status Freitals als Große Kreisstadt steht dem Bürgermeister der Stadt der Titel Oberbürgermeister zu, aufgrund der Einwohnerzahl ist er hauptamtlich tätig. Eine Amtszeit beträgt sieben Jahre, Amtssitz ist das Rathaus Potschappel. Amtierender Oberbürgermeister ist seit 1. August 2015 Uwe Rumberg (parteilos, zuvor CDU). In der Bürgermeisterwahl 2022 wurde er mit 60,8 % der Stimmen bei einer Wahlbeteiligung von 47,2 % für eine zweite Amtszeit gewählt. Rumberg ist der 23. Bürgermeister der Stadt sowie der dritte Oberbürgermeister seit der Wiedereinführung dieses Titels 1997. Bereits von 1922 bis 1950 wurde das Stadtoberhaupt Oberbürgermeister genannt, im darauf folgenden Zeitraum war die offizielle Amtsbezeichnung nur Bürgermeister.
Als Vertreter des Oberbürgermeisters werden vom Stadtrat zwei stellvertretende Bürgermeister ernannt. Sie tragen die Bezeichnungen Erster und Zweiter Bürgermeister und haben jeweils einige Geschäftsfelder innerhalb der Stadtverwaltung in ihrem Verantwortungsbereich. Erster Bürgermeister und zuständig für das Hauptamt, Finanzen, Schulen und Soziales sowie Sport ist Peter Pfitzenreiter, zweite Bürgermeisterin und zuständig für Stadtbau- und Stadtplanungsamt sowie die Untere Bauaufsichtsbehörde Freitals ist Josephine Schattanek.

### Wahlkreise
Die Stadt gehört seit 2002 zum Bundestagswahlkreis Sächsische Schweiz – Osterzgebirge (vorheriger Name bis 2008: Sächsische Schweiz – Weißeritzkreis), der sich über den gesamten Landkreis Sächsische Schweiz-Osterzgebirge erstreckt. Von 1990 bis 2002 gehörte Freital zum Bundestagswahlkreis Dresden-Land – Freital – Dippoldiswalde, der das Gebiet des damaligen Weißeritzkreises abdeckte. Das Direktmandat wurde seit der Einrichtung der Wahlkreise 1990 bis zur Bundestagswahl 2013 durch Rainer Jork (bis 2002) und Klaus Brähmig von der CDU, 2017 durch Frauke Petry erstmals von der AfD gewonnen. Steffen Janich sitzt seit der Bundestagswahl 2021 für diesen Wahlkreis im Deutschen Bundestag.
Auf Landesebene gehört die Stadt seit der Landtagswahl 2014 zum Wahlkreis Sächsische Schweiz-Osterzgebirge 1, der weitgehend das Gebiet des Altkreises Freital umfasst. Es gewannen seit 1990 durchgängig CDU-Kandidaten. Seit der Landtagswahl in Sachsen 1999 sitzt der ehemalige sächsische Innenminister, Roland Wöller (CDU), für den Wahlkreis im Sächsischen Landtag. Bei der Landtagswahl 1990 gehörte Freital zum Wahlkreis Freital I, bei den Landtagswahlen 1994 und 1999 zum Wahlkreis Meißen-Dresden Süd und danach 2004 und 2009 zum Wahlkreis Weißeritzkreis 1.

### Wappen und Stadtfarben

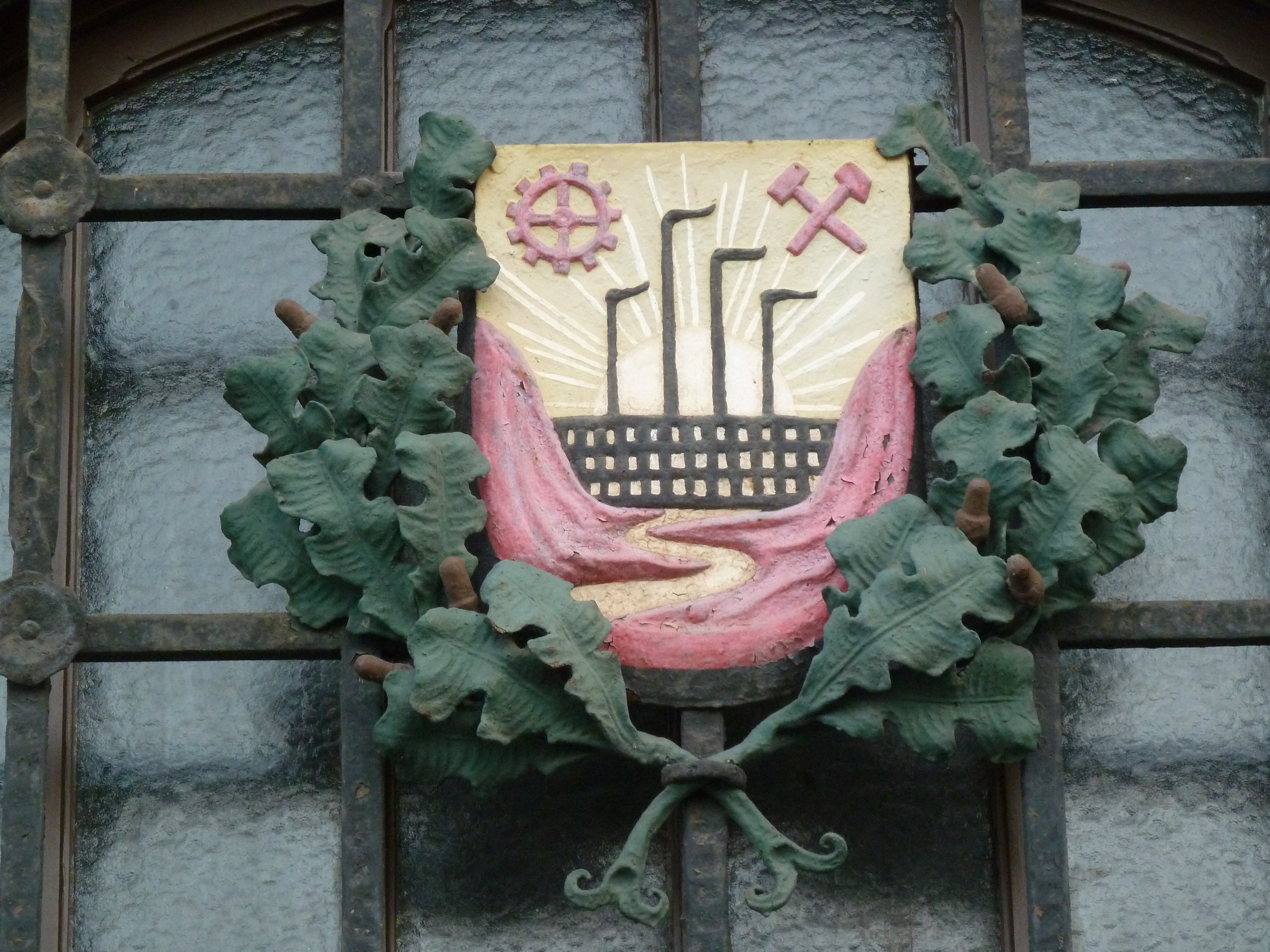
Das erste Wappen der Stadt am 1924 erbauten Gebäude der ehemaligen Handels- und Gewerbeschule in Döhlen.

Das seit 1945 gültige Stadtwappen wurde vom Werbegrafiker Kurt Beer geschaffen und ist chronologisch das dritte Hoheitszeichen Freitals. Die Blasonierung des gevierten Wappens nennt vorn oben in Rot ein goldenes Zahnrad, hinten oben in Gold eine schwarze Fichte, vorn unten in Gold eine schwarze Kornähre und hinten unten in Rot goldene Schlägel und Eisen gekreuzt. Das Stadtwappen entstand 1945 und soll Industrie, Forstwirtschaft, Landwirtschaft und den Bergbau in der Stadt und der Umgebung symbolisieren. Die Stadtfarben Freitals sind gold und rot oder ersatzweise gelb und rot.
Vor 1945 hatte die Stadt bereits zwei andere Wappen. Das erste, von dem Werbegrafiker Kurt Börnig geschaffene Wappen, war von 1922 an amtlich. Es wurde 1938 von einem neuen Wappen abgelöst, das bis 1944 für die Stadt stand.
Das erste Stadtwappen zeigt vor goldenem Hintergrund steile, rote Felswände und den Plauenschen Grund. Durch den Grund fließt ein an die Weißeritz erinnernder weißer Fluss. In der Mitte dominiert ein schwarzes Fabrikgebäude mit vielen weißen Fenstern und vier rauchenden Schornsteinen, die verschieden hoch sind. Hinter diesem Gebäude geht eine große weiße Sonne auf, deren Strahlen bis zum Wappenrand reichen. In der rechten oberen Ecke befindet sich ein rotes Zahnrad und in der linken Ecke rote Schlägel und Eisen. Die beiden Symbole stehen für die damals wichtigsten Industriezweige, die Maschinenindustrie und den Bergbau. Die Stadtfarben waren, wie beim heutigen Wappen, gold und rot.
Blasonierung des zweiten Wappens: Im goldenen Feld steht auf dem grünen Windberg ein großes schwarzes Zahnrad, das rechts von einem Bergmann mit Keilhaue gehalten wird und links einen Hüttenarbeiter mit Hammer und Zange zeigt. In den Berg ist ein goldenes Wellenband eingelegt, das an die Weißeritz erinnern soll. In diesem Wappen waren Weißeritz, Bergbau und Maschinenindustrie dargestellt. Die Stadtfarben waren schwarz und gold oder ersatzweise schwarz und gelb.

### Städtepartnerschaften
Freital unterhält Partnerschaften zu den deutschen Städten Oberhausen in Nordrhein-Westfalen (seit 1989) und zu Baden-Baden in Baden-Württemberg (seit 1991). Die Städtepartnerschaft zu Oberhausen wurde 2001 in die schwächere Form der Städtefreundschaft umgewandelt. In Oberhausen gibt es einen Freitaler Platz, im Gegenzug in Freital die Oberhausener Straße. Ausländische Städtepartnerschaften werden seit 1991 nicht mehr gepflegt. Sie bestanden zu Vsetín (deutsch: Settein, Tschechoslowakei) bis 1990, zu Mariánské Lázně (deutsch: Marienbad, Tschechoslowakei) von 1978 bis 1989, zu Milicz (deutsch: Militsch, Polen) von 1987 bis 1990 und zu Longwy (deutsch: Langich, Frankreich) von 1979 bis 1991.

## Kultur und Sehenswürdigkeiten

### Veranstaltungs- und Ausstellungsstätten
Bis in die Zeit der DDR existierten in den Stadtteilen zahlreiche Bühnen und Lokalitäten für kulturelle Aufführungen, meist in den Räumlichkeiten von Gasthöfen (beispielsweise der heute zum Wohnen umgenutzte ehemalige Gasthof Kohlsdorf oder die inzwischen abgerissenen Säle in Döhlen, zum Goldenen Löwen oder im Sächsischen Wolf). Erhalten geblieben sind zwei größere Veranstaltungsstätten: das vom Kulturverein Freital getragene Stadtkulturhaus Freital an der Lutherstraße in Döhlen mit zwei Sälen (maximal 540 und 100 Plätze) für Theater, Kabarett, Volksmusik, Ballett sowie für Tanz und private Veranstaltungen sowie die Ballsäle Coßmannsdorf mit einem Saal für 290 Personen als Kultur- und Veranstaltungsgebäude. Ähnliche Nutzung erfährt beispielsweise auch das als Sportlerheim errichtete Alfred-Damm-Heim im Stadtteil Wurgwitz. Das 1973 gegründete Amateurtheater „Spielbühne Freital“ hat seinen Sitz gegenwärtig an der Lutherstraße in Döhlen und zeigt dort jährlich etwa 50 Aufführungen mit besonderem Schwerpunkt auf dem Kinder- und Jugendtheater. Unter anderem war der Kabarettist Uwe Steimle zu seiner Lehrzeit Mitglied an der Spielbühne.
2002 entstand in einem alten Fabrikgebäude des Plastmaschinenwerks in Döhlen die „Windbergarena“, eine Veranstaltungshalle für bis zu 6000 Gäste, in der unter anderem Konzerte, Partys (beispielsweise von sunshine live) und Sportveranstaltungen ausgetragen wurden. Aufgrund baulicher Mängel an dem unsanierten Industriebau wurde die Halle 2010 gesperrt und nach langen stadtpolitischen Diskussionen um Sanierung oder einen eventuellen Ersatzneubau zugunsten eines Technologieparks in Verbindung mit dem Technologie- und Gründerzentrum abgerissen. Überlegungen zu einem Neubau einer ähnlich dimensionierten Veranstaltungsstätte gab es in den Folgejahren mehrmals.

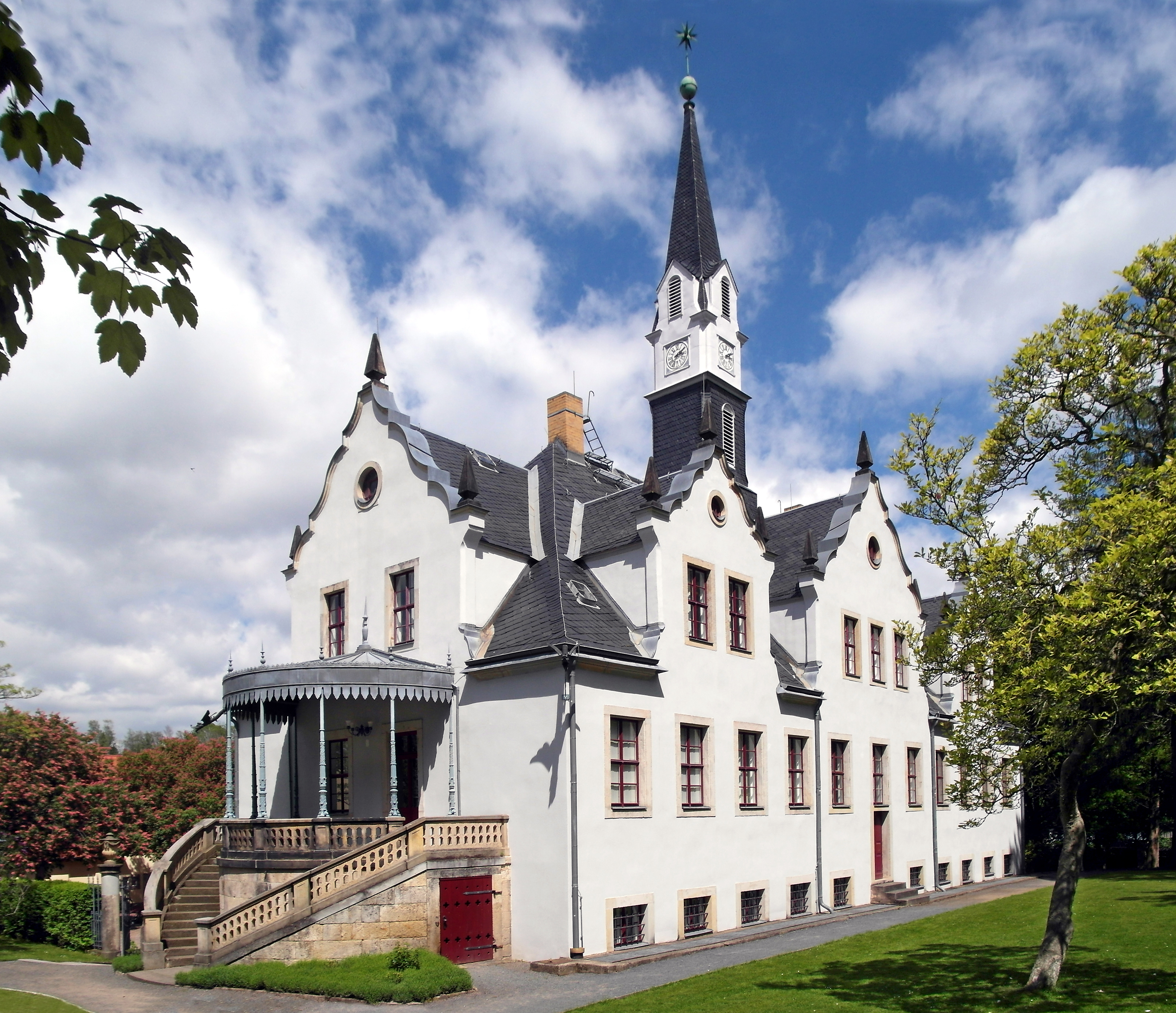
Schloss Burgk

Ausstellungen in Freital konzentrieren sich auf die Bergbau- und Regionalgeschichte. Die Städtischen Sammlungen Freital gehören zu den größten nichtstaatlichen Museen Sachsens und befinden sich auf Schloss Burgk. Zusammengetragen sind Zeugnisse der Bergbaugeschichte des Plauenschen Grundes und der damit eng verwobenen Historie der Stadt Freital und ihrer Vorgänger. In einem Nebengebäude des Schlosses ist die erste elektrisch betriebene Grubenlok der Welt „Dorothea“ ausgestellt, außerdem sind im „Technikgarten“ Gerätschaften des Bergbaubetriebs dieser Zeit ausgestellt und die Einfahrt in die Tagesstrecke Oberes Revier ist möglich. Eine Besonderheit bilden die Städtischen Kunstsammlungen, die Werke aus der Region Dresden zwischen 1890 und 1950 dokumentieren. Die Kunstsammler Friedrich Pappermann (1909–1995) und Hellmuth Heinz (1904–1994) stifteten der Stadt vor ihrem Tod einen großen Teil ihrer Privatsammlungen. Die Städtischen Kunstsammlungen umfassen unter anderem neun klassische Gemälde von Otto Dix und darüber hinaus auch Werke der Künstler Willy Kriegel, Wilhelm Lachnit, Wilhelm Rudolph, Pol Cassel, Otto Lange, Curt Querner, Christoph Voll und Ewald Schönberg. Dazu kommt neben wechselnden Sonderausstellungen auch das „Schulhistorische Kabinett“. Die Dokumentation regionaler Bildungsgeschichte war zuvor im ehemaligen Birkigter Schulgebäude ausgestellt.
Im ehemaligen Einnehmerhaus an der Dresdner Straße im Stadtteil Potschappel bietet der private Trägerverein Ateliers an und stellt regelmäßig regionale und überregionale Kunst aus.

### Kulturdenkmale und Bauwerke

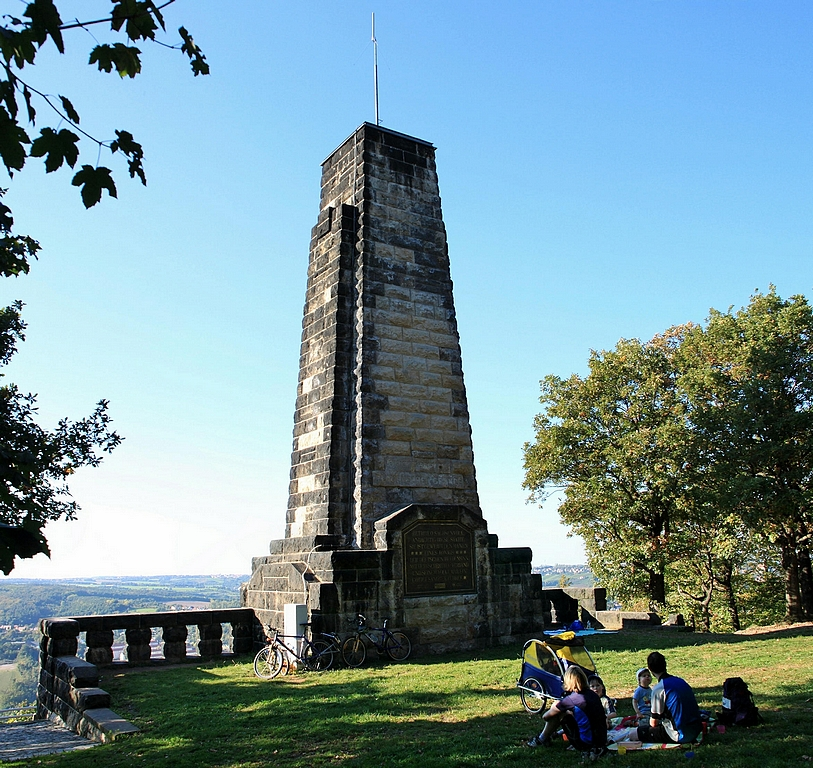
König-Albert-Denkmal

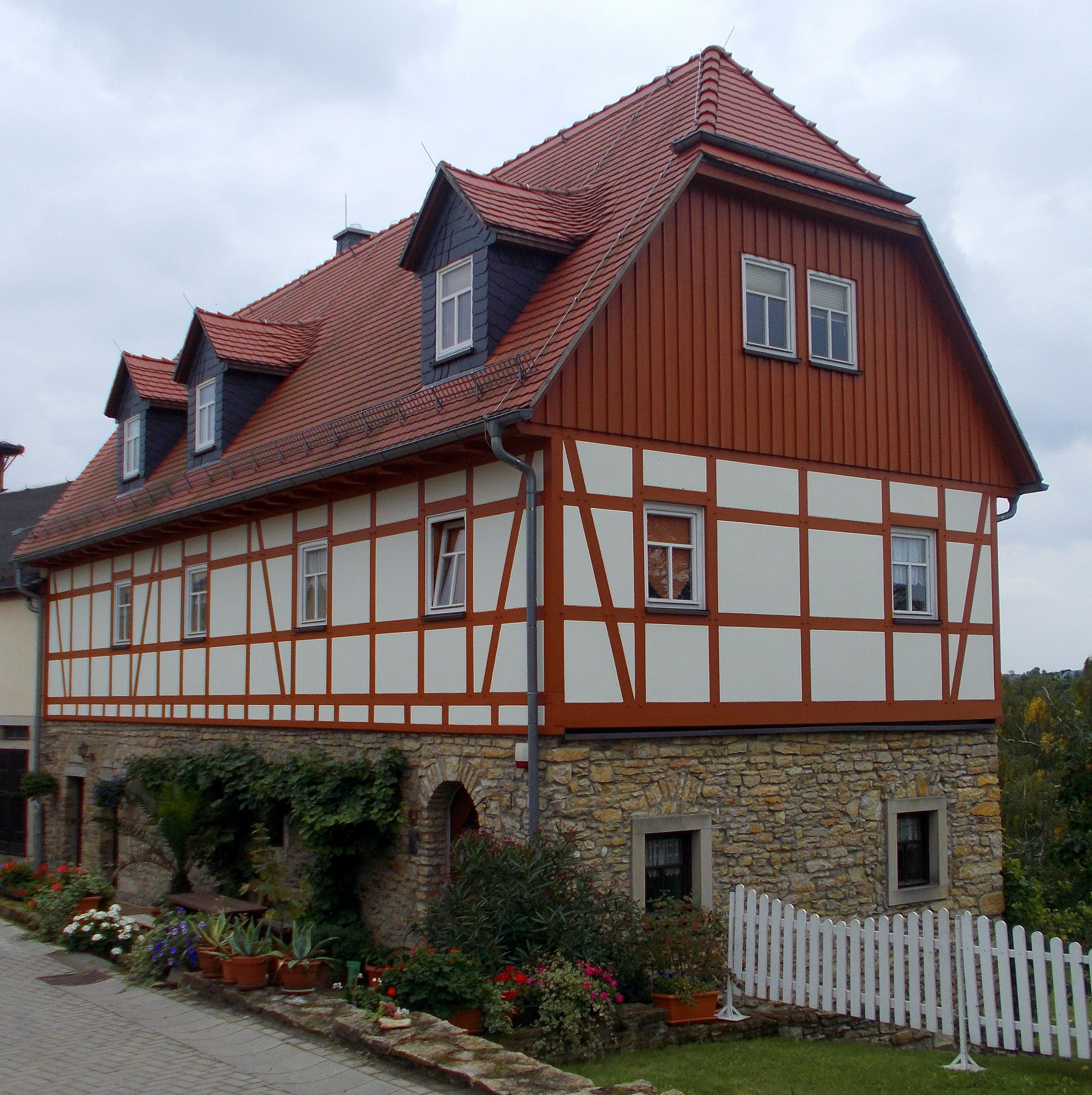
Fachwerkhaus im Pesterwitzer Ortskern

Mit dem Stand vom November 2012 sind in Freital 338 Objekte als Kulturdenkmale ausgewiesen und stehen damit unter Denkmalschutz. Das Sächsische Landesamt für Denkmalpflege hat diese Bauwerke aus allen Stadtteilen in der Liste der Kulturdenkmale in Freital zusammengefasst. Einige bedeutende Gebäudeensembles stehen als Sachgesamtheiten zudem unter Ensembleschutz.
Ein sehenswertes Bauwerk in Freital ist das Schloss Burgk am Fuß des Windbergs im Stadtteil Burgk, das eng mit dem Steinkohlenbergbau in der Region in Verbindung steht. Carl Friedrich August Dathe von Burgk erwarb das Schloss und führte von hier seine Freiherrlich von Burgker Steinkohlen- und Eisenhüttenwerke. Im Stadtteil Pesterwitz befindet sich mit dem Jochhöhschlösschen ein weiteres Schloss, das ebenfalls Carl Friedrich August Dathe von Burgk gehörte.
Stadtprägend ist zudem das König-Albert-Denkmal auf dem Windberg, ein 17 Meter hoher Sandsteinobelisk, der zu Ehren König Alberts von Sachsen 1903 bis 1904 erbaut wurde. Im Stadtteil Deuben befindet sich die Egermühle, die, mit einem hohen Turm ausgestattet, weithin sichtbar ist. Durch die Lage an der Weißeritz entstanden weitere Mühlengebäude wie die Hainsberger Mühle oder die 1937 abgerissene Rote Mühle in Döhlen. Wichtige das Stadtbild prägende Gebäude sind die Rathäuser in den Gründungsgemeinden Deuben, Döhlen und Potschappel. In den außen gelegenen Stadtteilen gibt es ebenfalls Kulturdenkmale wie das Rathaus Wurgwitz. Da sich in den Randgebieten keine großen Industriebetriebe entwickelten, sind sie meist dörflich und durch Bauernhöfe und Fachwerkhäuser geprägt.
Im Döhlener Becken, einst als „Tal der tausend Schornsteine“ bezeichnet, befinden sich viele Industriebauten. Am größten und markantesten sind die Hallen des Edelstahlwerks Freital, die sich durch das gesamte Gebiet links der Weißeritz in den Stadtteilen Deuben und Döhlen ziehen. Nach der Wende mussten viele Betriebe schließen, deshalb stehen einige Industriebauwerke leer oder wurden abgerissen. Das Edelstahlwerk nutzt nicht mehr alle ehemaligen Werkshallen. In einer Fabrik des Plastmaschinenwerks war bis 2010 die Veranstaltungshalle „Windberg-Arena“ untergebracht, die aufgrund von Baumängeln geschlossen werden musste. Die Halle wurde 2011 abgerissen.
Bedingt durch den Bevölkerungszuwachs der Stadt und die Wohnungsnot in der DDR wurden an vielen Stellen Plattenbaugebiete errichtet, wie in Zauckerode, Niederhäslich und dem südlichen Deuben. Die Platten wurden nach der Wende zu großen Teilen abgerissen oder saniert. Entlang der Dresdner Straße, dem lang gestreckten Zentrum Freitals, finden sich vor allem in Potschappel Gründerzeithäuser. Etwas weiter entfernt von der Hauptstraße stehen vereinzelt Villen, zum Großteil einfache Wohnhäuser.
Die sozialdemokratischen Stadtväter wollten in den 1920er Jahren ein Zentrum am Freitaler Neumarkt errichten, geplant waren ein Rathaus und mehrere repräsentative Verwaltungsgebäude. Diese Pläne wurden jedoch nur vereinzelt realisiert. Zum Beispiel entstanden ein neues Gebäude für die Ortskrankenkasse und ein „Stadthaus“, das als Ärztehaus genutzt wird.
Ebenfalls prägend für das Freitaler Stadtbild sind die Kirchen in den Stadtteilen. Kirchengebäude stehen in Deuben, Döhlen, Hainsberg, Pesterwitz, Potschappel und Somsdorf. Meist in Kirchennähe sind Friedhöfe angelegt worden, die beiden größten sind der Friedhof Potschappel und der Johannisfriedhof bei Deuben. Auf dem Friedhof Döhlen befinden sich eine Denkmälerhalle und das Freiherrlich-Burgksche Mausoleum.

### Gedenksteine und Mahnmale

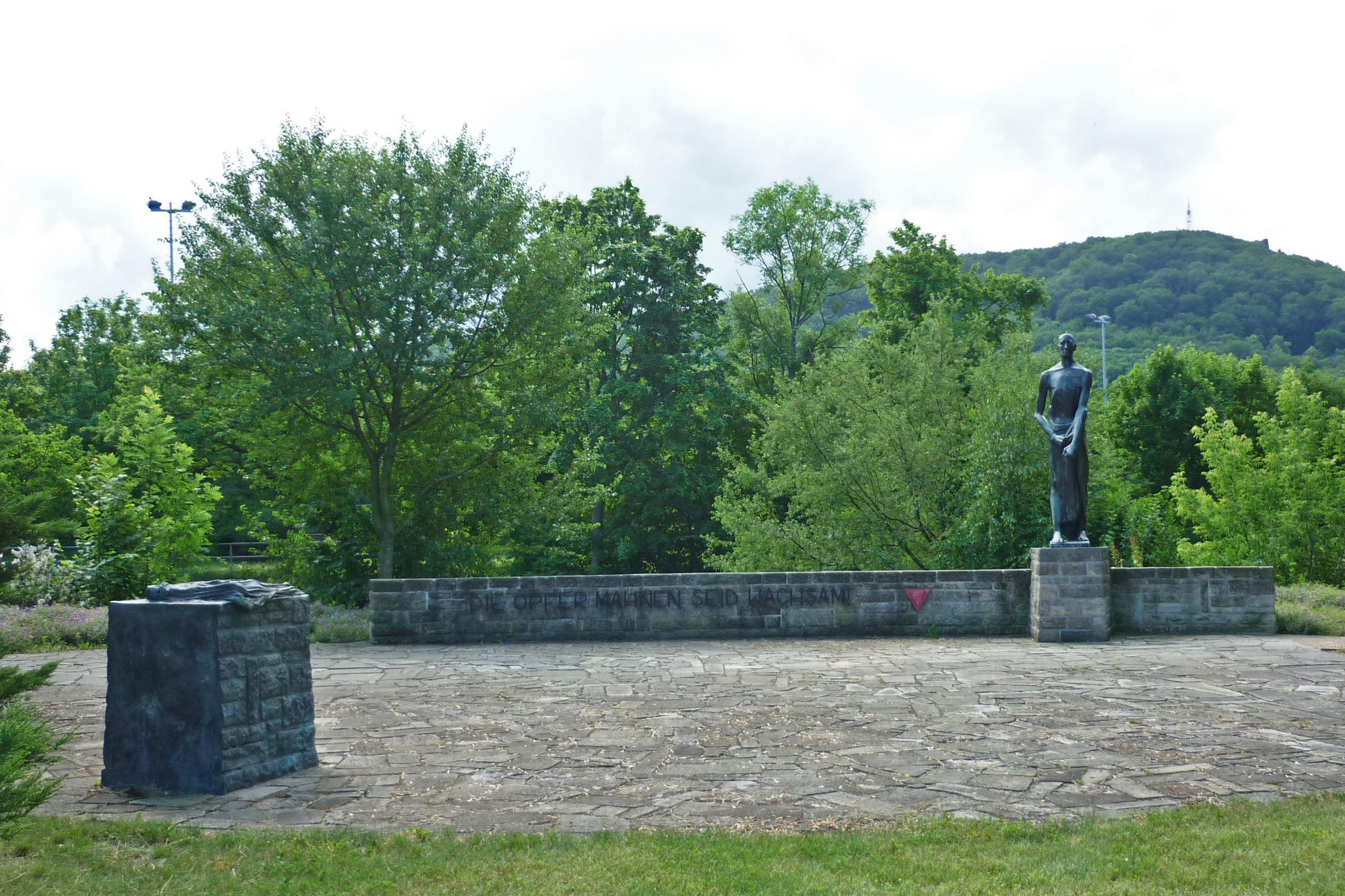
Denkmal an die Opfer des Faschismus von Wieland Förster

- Das Bergmannsgrab in Kleinnaundorf, Am Segen, erinnert unweit des Windbergs an die 276 Bergleute, die am 2. August 1869 bei einer Schlagwetterexplosion im Segen-Gottes-Schacht und Neuhoffnungsschacht ihr Leben verloren.
- Auf dem Johannisfriedhof, Stadtteil Schweinsdorf, erinnert ein Ehrenmal an 168 sowjetische Opfer von Zwangsarbeit, deren Namen (147 sind bekannt) auf dreieckigen Gedenkstelen entlang der nördlichen und westlichen Friedhofsumgrenzung vermerkt sind. Gegenüber befindet sich eine Grabanlage mit einem Ehrenmal für weitere Zwangsarbeiter aus Litauen, Ungarn, der Tschechoslowakei und Italien.[71]
- Gedenkstein an der Blumenstraße, Stadtteil Birkigt, für 33 Sowjetbürger, sechs Belgier, drei Franzosen, zwei Tschechen und einen Engländer, die während des Zweiten Weltkrieges nach Deutschland verschleppt und Opfer der Zwangsarbeit wurden
- Bronzeplastik aus dem Jahr 1958 vom Bildhauer Wieland Förster am Platz des Friedens vor dem Stadion, Stadtteil Döhlen, zur Erinnerung an alle Opfer des Faschismus
- Gedenktafel aus dem Jahr 1963 für die Freitaler Opfer des NS-Regimes im Rathaus des Stadtteils Potschappel: Georg Anders, Fred Drescher, Paul Ehrlich, Willi Göschik, Kurt Heilbut, Kurt Koch, Otto Kuttler, Hermann Lindner, Erhard Liebscher, Johannes May, Otto Ryssel, Willi Schneider und Karl Unger; von 1990 bis 2002 in einer Abstellkammer versteckt wurde es danach im Rathaus Potschappel  wieder öffentlich sichtbar angebracht
- Gedenktafel aus dem Jahr 1996 am Wohnhaus Westendstraße 30 für den jüdischen sozialdemokratischen Redakteur Kurt Heilbut, der 1943 im KZ Auschwitz ermordet wurde
- Gedenktafel aus dem Jahr 1974 am Stadion, Stadtteil Hainsberg, zur Erinnerung an den kommunistischen Arbeitersportler Johannes May, der seit 1943 bei der Wehrmacht vermisst wurde (das Stadion trägt seit dem 22. September 1975 seinen Namen)
- Gedenkstein für die im Ersten Weltkrieg gefallenen Wurgwitzer Sportler am Fußballplatz des Stadtteiles Wurgwitz
- Gedenkstätte in Wurgwitz für Opfer von Gewalt und Schreckensherrschaft an der Wiederitz
- Bronzestatue eines Stahlwerkers vor dem Eingang des Edelstahlwerkes
- Denkmal „Eisernes Kreuz“ für die Gefallenen des Ersten Weltkrieges oberhalb des Johannes-May-Stadions bei Freital-Hainsberg
- Mahnmal für die Opfer des Nationalsozialismus auf dem Platz der Jugend

### Parks und Plätze

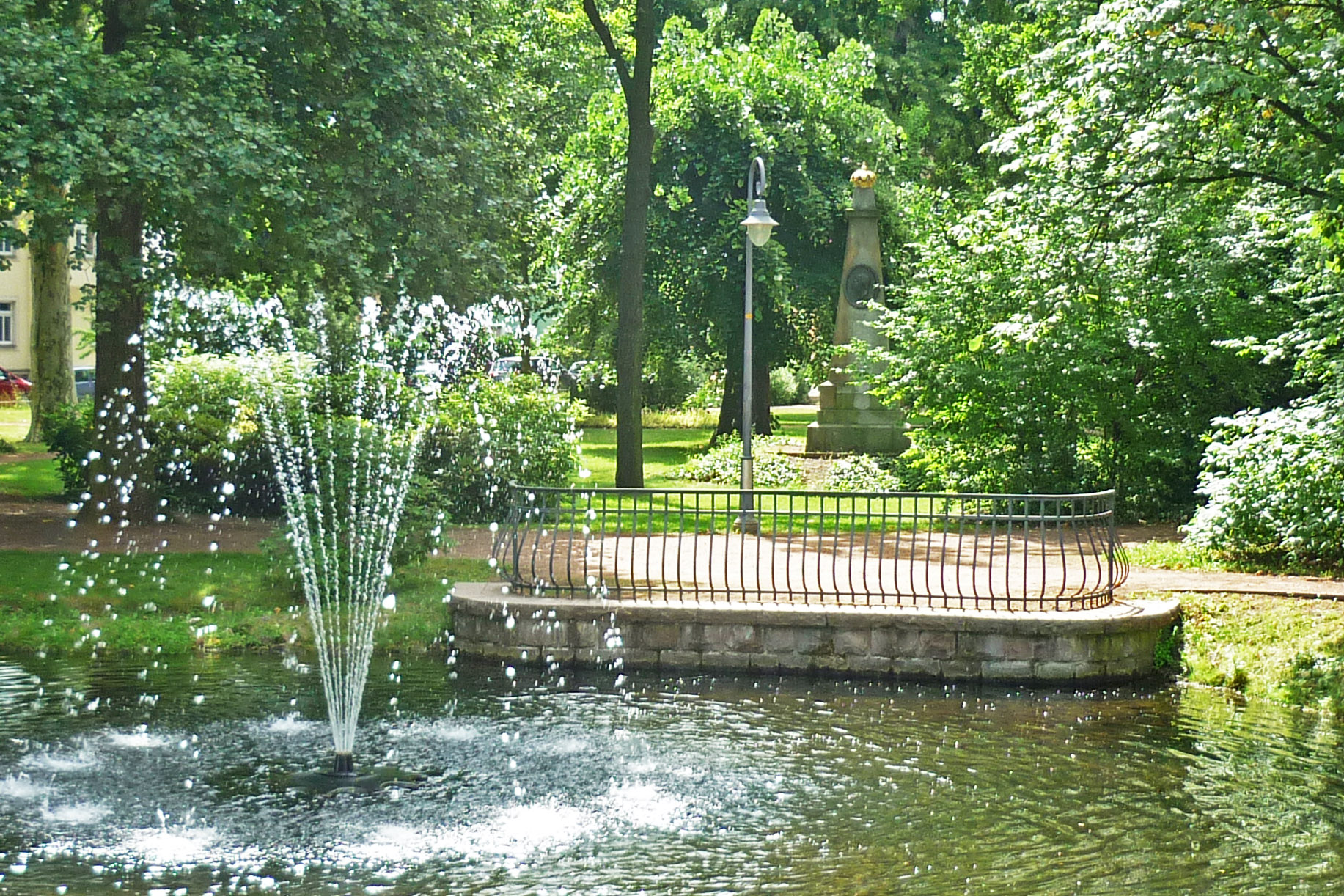
Im Goethepark

Im Stadtteil Deuben befindet sich der Goetheplatz, eine Parkanlage mit Teich, Wasserfontäne und einer Ehrensäule für König Albert, dem das Windbergdenkmal gewidmet wurde. Auf dem Platz der Jugend an der Weißeritz in Potschappel steht ein Mahnmal für die im Zweiten Weltkrieg gefallenen sowjetischen Soldaten.
Der Platz des Handwerks ist der zentrale Platz in Potschappel. Er befindet sich direkt vor dem Bahnhofsgebäude Potschappel neben dem Rathaus und wurde nach dem Hochwasser 2002 neu gestaltet. Gegenüber liegt an der Weißeritz eine 2008 parkähnlich ausgebaute Freifläche. Ein Brunnen war schon von Anfang an vorgesehen und wurde erst 2009 installiert. Zu diesem Anlass erhielt der Platz seinen Namen, vorher hieß er umgangssprachlich „Bahnhofsvorplatz“.
Der Neumarkt sollte nach der Stadtgründung das Zentrum Freitals werden. Um den Platz herum entstanden viele Funktionsgebäude der Stadt neu, zum Beispiel die Ortskrankenkasse und das Finanzamt. Vorher war die Fläche unbebaut. Der Neumarkt, der zur Weißeritz hin an einen Park grenzt, ist seit etwa 1960 asphaltiert und dient als Parkplatz und Veranstaltungsfläche. In den 1970er Jahren wurde ein Brunnen an der straßenzugewandten Seite installiert.
Am Flusslauf der Weißeritz befinden sich ab und an kleinere Parkanlagen, wie in Döhlen am Platz des Friedens oder am Sachsenplatz. Der Heilsberger Park an der Wilden Weißeritz ist als geschützter Landschaftsbestandteil ausgewiesen.
Nach dem Abriss der ehemaligen Lederfabrik im Stadtteil Deuben soll entlang des wieder offengelegten Mühlengrabens zwischen Poisentalstraße und Hinterstraße ein neuer Stadtteilpark, der „Mühlenpark“, entstehen. Die Fertigstellung des Parks ist im Oktober 2021 abzusehen, etwaige Bebauung der Randflächen ist noch in einer frühen Planungsphase. Das Projekt wird mit 4,2 Millionen Euro von dem EU-Programm „EFRE“ gefördert.

### Naturschutz
- Siehe auch: Liste der Naturdenkmale in Freital

### Sport
Im Zusammenhang mit der Industrialisierung und der daraus folgenden Umwandlung der bäuerlich geprägten Dörfer des Döhlener Beckens in Arbeiterdörfer entstanden die ersten Arbeitersportvereine. Als erster solcher auf späterem Freitaler Gebiet wurde 1847 der Freie Turnverein Potschappel gegründet, weitere folgten in nahezu jedem späteren Stadtteil. Diese errichteten ihre eigenen Turn- und Sportplätze sowie in den größeren Orten auch eigene Turnhallen. In der Zeit der DDR wurden die Sportvereine größtenteils zu Betriebssportgemeinschaften konsolidiert, es entstanden Vereine mit den typischen Namen der Sportvereinigungen wie „Fortschritt Hainsberg“ (Textilindustrie, Buntgarnwerke in Coßmannsdorf) sowie „Wismut Freital“ (Bergbau), „Motor Freital“ (Metallverarbeitung) und „Stahl Freital“ (Edelstahlwerk). Sie waren in das Leistungssportsystem der DDR integriert und Standort von „Trainingszentren“, der Grundebene des Nachwuchsleistungssports. In den 1950er Jahren waren dabei besonders die Judoka von „Wismut Freital“ herausragend. Die Judo-Mannschaft errang von 1952 bis 1957 ununterbrochen den DDR-Meistertitel. 1954 siegten die Freitaler Judoka außerdem im Finale um die einmalig ausgetragene gesamtdeutsche Judo-Mannschaftsmeisterschaft gegen den TSV München-Ost. Die Freitaler Judoka stellten in diesem Zeitraum insgesamt acht DDR-Meister: Felix Krysiak (dreimal), Günther Fuhrmann (zweimal), Werner Borsdorf (zweimal) und Karl-Heinz Starke.
Eine weitere Phase der Konsolidierung begann nach der Wiedervereinigung in den 1990er Jahren. Heute ist der Sportclub Freital mit etwa 1500 Mitgliedern die größte Sportvereinigung in der Stadt und gleichzeitig auch der nach Mitgliedern größte Verein im Landkreis. Er ging im Juli 2020 aus der Fusion des bis dahin größten Freitaler Sportvereins, des Hainsberger SV, mit der SG Motor Freital und dem FV Blau-Weiß Stahl Freital hervor. Die Fußballabteilung von Stahl Freital spielte in den 1950er Jahren zwei Saisons in der DDR-Liga, der damals zweithöchsten Spielklasse, und daraufhin lange Zeit in der drittklassigen Bezirksliga. In der Saison 2020/21 spielten die Fußballer in der sechstklassigen Sachsenliga, nachdem zuvor sowohl Stahl Freital als auch der Hainsberger SV lange in der siebten Liga, der Landesklasse Mitte, antraten. Weitere Abteilungen des SC Freital sind Bogenschießen, Boxen, Leichtathletik, Rhythmische Sportgymnastik, Schwimmen, Tennis, Tischtennis und Volleyball. Die Volleyball-Damen des SC Freital spielen seit der Saison 2019/2020 in der Sachsenliga, auch die Schwimmabteilung ist sachsenweit erfolgreich.
Die SG Weißig 1861 als nächstgrößerer Verein ist im Fußball und der Leichtathletik aktiv. Weitere Sportvereine haben ihren Mittelpunkt in den Ortsteilen, so gibt es die SG Wurgwitz, den SV Pesterwitz, die WSG Zauckerode und die SG Kleinnaundorf. Die Tambourelli-Abteilung der SG Kleinnaundorf ist in ihrer Sportart bis hin zu Weltmeisterschaften tätig. Die erste Mannschaft des Radballvereins RSV Freital spielt in der Bezirksliga Dresden.

Zu Beginn des 20. Jahrhunderts verfügten Döhlen, Deuben und Zauckerode über Turnhallen sowie Deuben, Döhlen, Potschappel, Birkigt, Burgk und Niederhäslich über Sportplätze. Im Jahr 2019 gab es in Freital insgesamt 35 Sportstätten, davon 14 Sportplätze und 16 Sporthallen, die sich in direkter Trägerschaft der Stadt, des Landkreises oder stadteigenen Technischen Werke befinden. 

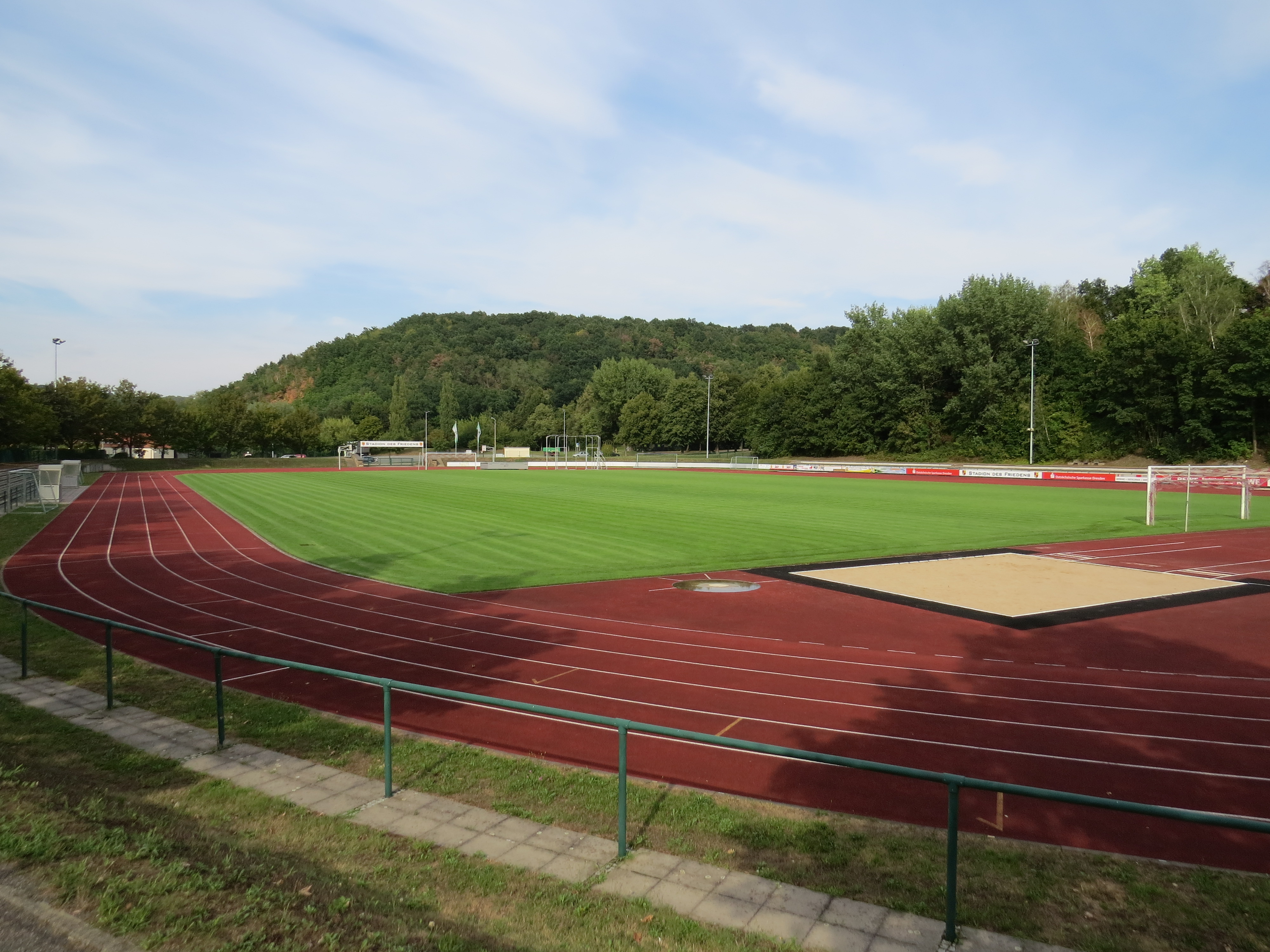
Das Stadion des Friedens in Burgk

Die drei größten Stadien der Stadt liegen im Tal: das „Stadion am Burgwartsberg“ in Potschappel an der Oberpesterwitzer Straße, das „Stadion des Friedens“ in Döhlen am Platz des Friedens und das „Johannes-May-Stadion“ im Stadtteil Hainsberg, Rabenauer Straße. Nach der Gründung des SC Freital soll das Stadion des Friedens, zuvor Heimstätte der SG Motor Freital, zum zentralen Sportzentrum samt neuem Funktionsgebäude und Tribüne umgebaut werden. Dazu kommen größere Sportplätze in Wurgwitz, Weißig und Pesterwitz.
Am Berufsschulzentrum in Burgk und am Weißeritzgymnasium in Deuben befinden sich die beiden Dreifeld-Sporthallen der Stadt, die Turnhalle am Berufsschulzentrum verfügt dazu über Zuschauerränge. Dazu kommen in Schulnähe errichtete Ein- und Zweifeldsporthallen als sanierte DDR-Typenbauten oder entsprechende Ersatzneubauten aus der Zeit nach 1990 wie in Hainsberg, Zauckerode oder Wurgwitz. Ebenfalls erhalten geblieben sind Einfeldturnhallen aus der ersten Hälfte des 20. Jahrhunderts wie auf dem Sauberg in Potschappel oder in Weißig.
Die größte zusammenhängende Sport- und Freizeitanlage der Stadt ist das Freizeitzentrum Hains in Hainsberg. Es verfügt neben einem Hallenbad mit Sport- und Freizeitbecken sowie zwei großen Rutschen und angeschlossener Sauna über eine Bowlingbahn, ein Fitnesscenter und eine überdachte Fläche, die im Sommer für Beachvolleyball, Badminton und Tennis und im Winter zum Eislaufen benutzt werden kann.
Neben dem Hains betreiben die Technischen Werke Freital die beiden Freibäder Windi in Niederhäslich und Zacke in Zauckerode. Das Zacke wurde 1925 als Glück-Auf-Bad eröffnet. Dazu kaufte die Stadt einen alten Kunstteich des Steinkohlenwerkes Zauckerode samt umgebender Landfläche, sodass zur Einweihung 3000 m² Wasser- und 2000 m² Landfläche genutzt werden konnten. Das Bad wurde vom Quänebach mit Wasser versorgt. In den Jahren 1995–1996 erhielt es drei große Rutschen sowie zu Beginn der 2000er Jahre neue Sanitär- und Verwaltungsgebäude. Das am Windberghang gelegene Windi ist bereits gut 20 Jahre eher eröffnet worden. Zunächst war das am 24. Juni 1906 eröffnete und mit Mitteln des „Naturheilvereins Deuben“ errichtete „Licht- und Luftbad“ nach Geschlechtern getrennt betrieben worden. Zu DDR-Zeiten trug das Bad den Namen des Vereinsgründers Hermann Wolf. Es gibt ein 25-Meter-Schwimmbecken, eine Rutsche und ein Planschbecken.

### Regelmäßige Veranstaltungen
Das jährliche Freitaler Stadtfest trägt den Namen „Windbergfest“ und wird im September rund um das Festgelände am Platz des Friedens in Döhlen/Burgk ausgetragen. Dazu gehören Fahrgeschäfte, Musikalische und anderweitige Angebote sowie Festumzüge. Bis zum Jahr 2018 fand zum Freitaler Windbergfest alljährlich auch das traditionelle Ballonglühen als Andenken an Wilhelmine Reichard statt. Auf dem Sportplatz unweit ihres einstigen Wohnhauses wurde an ihr Engagement in der Stadt erinnert. Im Jahr 2019 wurde zugunsten einer Konzertveranstaltung auf diese Tradition verzichtet.
Seit 2013 werden im Juli die Freitaler Kultur(All)Tage als Zusammenschluss von etwa 50 Einzelveranstaltungen an 20 verschiedenen Orten innerhalb der Stadt durchgeführt. Auf Schloss Burgk finden zu Ostern ein mittelalterlicher Jahrmarkt und im Winter der städtische Weihnachtsmarkt statt. Alle zwei Jahre tragen die Karnevals- und Faschingsvereine aus den Freitaler Stadtteilen und von einigen umliegenden Orten wie Bannewitz, Kurort Hartha oder Wilsdruff auf der Dresdner Straße einen großen Karnevalsumzug aus.
Die größte Laufsportveranstaltung der Region, der „Lauf in den Frühling“ mit über 1000 Teilnehmern, wird jährlich im Mai vom Freizeitzentrum Hains ausgehend durch den Rabenauer Grund ausgetragen. Ebenfalls am Hains beginnt und endet der seit 2018 im Spätsommer durchgeführte Freitaler Ableger des Hindernislaufs CrossDeLuxe. Im Stadtteil Kleinnaundorf finden regelmäßig Wettkämpfe im Seifenkistenrennen, bis hin zu Europameisterschaften, statt. Die Schwimmabteilung des SC Freital trägt am letzten Wochenende vor den sächsischen Sommerferien das Schwimmfest am Windberg als Nachwuchswettkampf mit bis zu über 400 Teilnehmern und 2000 Starts aus.
Neben dem Ehrenbürgerrecht verleiht die Stadt in losen Abständen einen Unternehmerpreis, einen Kunst- und Kulturpreis sowie den Wilhelmine-Reichard-Preis.

## Wirtschaft und Infrastruktur
Die Stadt ist von der sächsischen Landesregierung als Mittelzentrum im Verdichtungsraum eingestuft. Das Döhlener Becken ist nach wie vor industriell geprägt, während die Stadtteile außerhalb des Tales oft noch landwirtschaftliche Züge tragen. In der Nachwendezeit entstanden auf ehemaligen Großindustrieflächen neue Gewerbegebiete oder es wurden neue Nutzflächen erschlossen. Am 30. Juni 2014 waren insgesamt 10.399 Arbeitnehmer am Arbeitsort und 15.124 Arbeiter am Wohnort beschäftigt. Im Jahr 2003 gab es 3871 Arbeitslose in der Stadt. Der Wert sank für das darauffolgende Jahr 2004 auf 3754 Arbeitslose ab, stieg 2005 wieder auf 3854. Von 2006 bis 2008 sank die Arbeitslosigkeit kontinuierlich, 2006 waren 3722 Menschen arbeitslos gemeldet, 2008 waren es 2932. Die Arbeitslosenquote lag in diesem Jahr bei 12,7 %. Nach Erhebungen der Bundesagentur für Arbeit weist Freital ein negatives Pendlersaldo auf. Am 30. Juni 2011 standen 5583 Einpendlern 10.141 Auspendler gegenüber. Das ist vor allem der Nähe zur Landeshauptstadt Dresden geschuldet, in deren Ballungsraum Freital sich befindet.

### Unternehmen

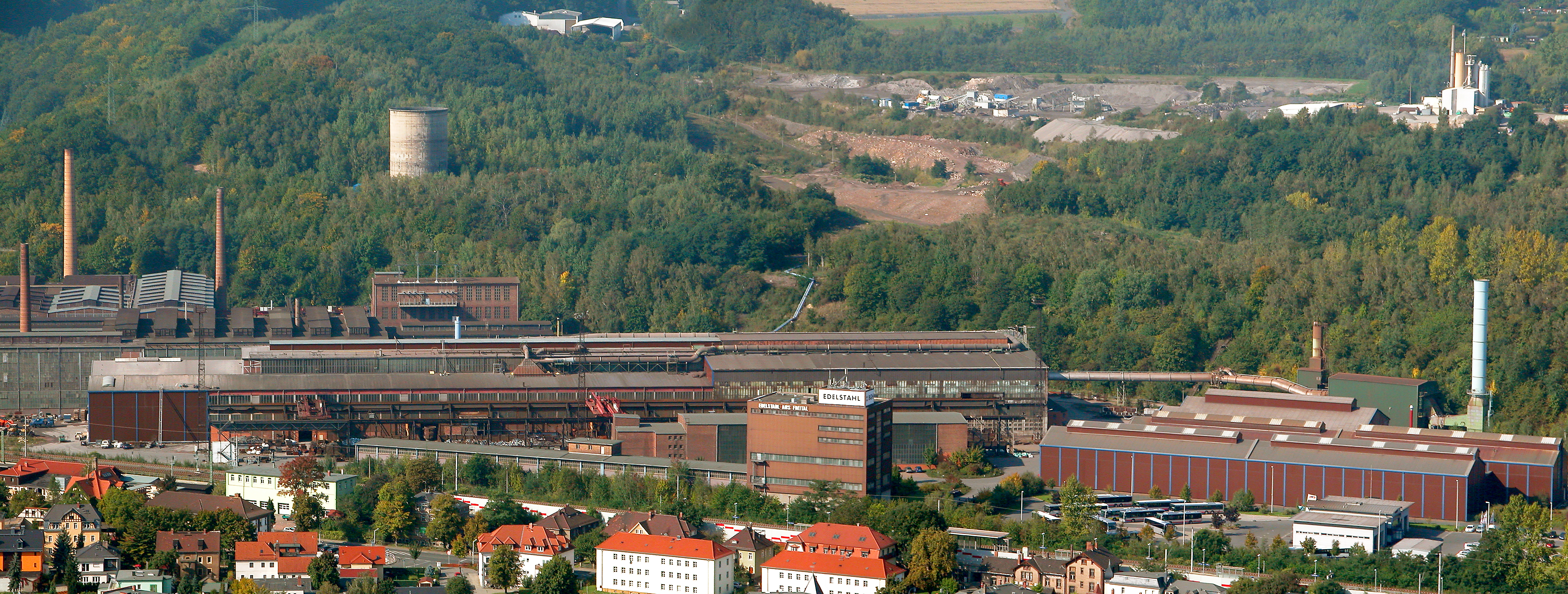
Blick vom Windberg auf das Edelstahlwerk

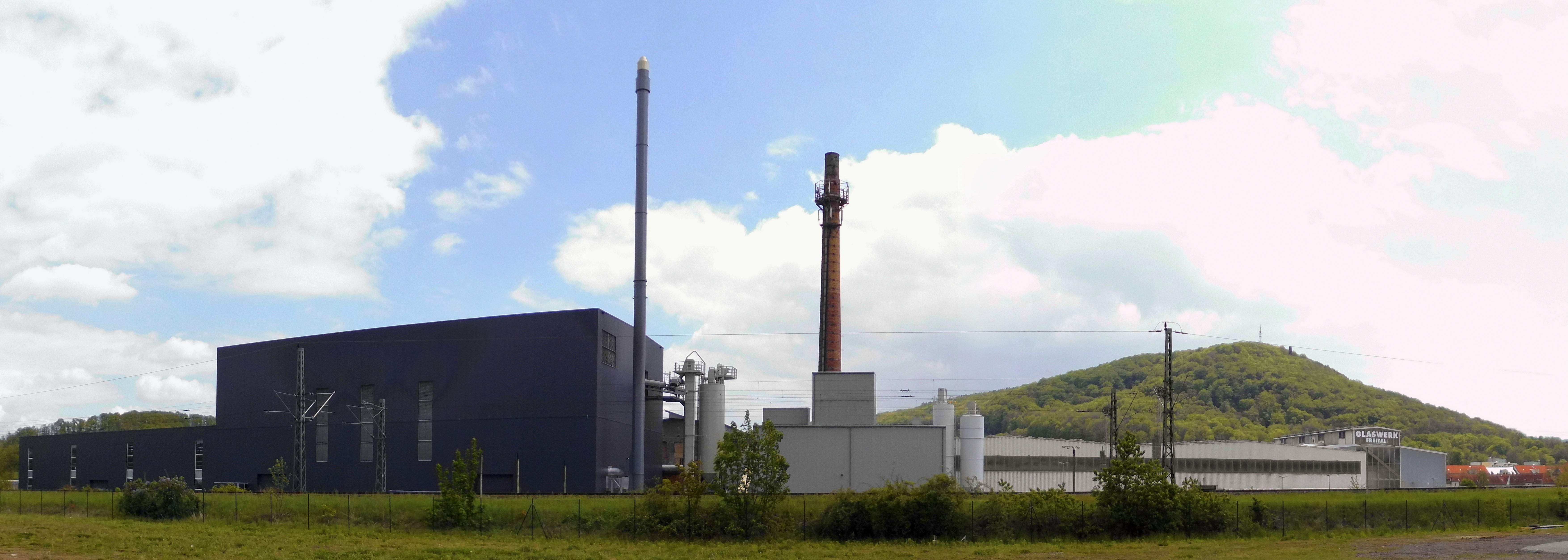
Glaswerk Freital

In Freital vertretene Wirtschaftszweige sind Baustoffindustrie, Chemieindustrie/Pharmazie, Gerätebau, Glasherstellung, Kunststofftechnik, Maschinenbau, Metallbearbeitung und -verarbeitung, Metallurgie, Nahrungs- und Genussmittelherstellung, Papierherstellung sowie Porzellanherstellung und -verarbeitung. Zudem existieren etwa 300 Einzelhandelseinrichtungen mit einer Verkaufsfläche von insgesamt etwa 60.000 m² und über 380 Handwerksunternehmen mit 1500 Beschäftigten.
Größter Arbeitgeber in der Stadt ist das Edelstahlwerk Freital, das zur ebenfalls in Freital ansässigen BGH-Gruppe (Boschgotthardshütte) gehört. Zu DDR-Zeiten war der Volkseigene Betrieb Edelstahlwerk 8. Mai 1945 Freital einer der größten edelstahlverarbeitenden Betriebe des Landes mit über 1000 Beschäftigten. Im verkleinerten Werk werden Edel- und Sonderstähle hergestellt. Das Unternehmen hatte 2013 sowie 2016 rund 700 Mitarbeiter. Die Werkshallen befinden sich in den Stadtteilen Deuben und Döhlen. Die Unternehmensverwaltung hat ihren Sitz im Stadtteil Deuben. Ebenfalls in der Metall- und Stahlbranche angesiedelt ist das Hainsberger Metallwerk, ein Hersteller von Werkzeug, Formen, Sondermaschinen und Mustern mit 70 Mitarbeitern.
Die Papierfabrik Hainsberg (hainsberg papier) hatte Mitte 2009 etwa 100 Mitarbeiter und befindet sich in direkter Nachbarschaft zum Hainsberger Metallwerk. Ein weiteres größeres Unternehmen in Freital ist die Glashütte Freital im Stadtteil Döhlen. Dieser Betrieb stellt Behälterglas her und hatte Ende 2010 70 Mitarbeiter. In der Baustoffindustrie ist auch ein größeres Unternehmen in der Stadt vertreten, das Ziegelwerk Freital Eder in Döhlen, ein Systemanbieter für den Naturbaustoff Ziegel mit 67 Mitarbeitern (Stand: 2021).
In der Gesundheitsbranche existiert die Bombastus-Werke AG mit Produktion von Arznei- und Gesundheitspflegemitteln sowie Homöopathika. Das Unternehmen hat seinen Sitz im Stadtteil Zauckerode. Anfang des Jahres 2012 hatte Bombastus 160 Mitarbeiter. Das Klinikum Freital gehört zur Helios Weißeritztal-Kliniken GmbH, die auch die Klinik in Dippoldiswalde betreibt. Die Weißeritztal-Kliniken waren erst eine Tochter der Rhön-Klinikum AG, im Februar 2014 wurden sie von den Helios-Kliniken übernommen. Das Klinikum befindet sich zentral gelegen im Stadtteil Deuben nahe der Grenze zu Hainsberg.
Aus der 1990 gegründeten Drogeriemarktkette DAKO, die ihre erste Filiale in Freital hatte, entstand später die Non-Food-Handelskette Pfennigpfeiffer mit über 100 Geschäften in ganz Deutschland. Im Bereich der Lebensmittel ist zudem die Werner’s Nahrungsmittel GmbH in Potschappel tätig, vor allem für die Herstellung von Kloßmehl bekannt. Das Unternehmen hatte Anfang 2012 20 Mitarbeiter.
Bis 1995 hatte die Sparkasse Freital ihren Sitz in der Stadt, sie wurde mit der Sparkasse Dippoldiswalde zuerst zur Sparkasse Weißeritzkreis, 1999 mit der Sparkasse Pirna-Sebnitz zur Sparkasse Freital-Pirna und 2003 mit der Sparkasse Westlausitz zur Sparkasse Elbtal-Westlausitz vereinigt. Seit 2004 ist die Ostsächsische Sparkasse Dresden für den gesamten Landkreis zuständig.
Bis in die Nachwendezeit war Freital ein Standort der sächsischen optischen Industrie (Welta, Freitaler Kamerawerke Beier, Karl Pouva AG). Das Plastmaschinenwerk Freital stellte noch bis 1997 Spritzgießmaschinen her. In den 1950er Jahren arbeiteten über 500 Menschen in diesem Betrieb, im Jahr 1997 betrug der Jahresumsatz 13,6 Millionen DM.
Eine Besonderheit der Freitaler Wirtschaftslandschaft ist das Technologie- und Gründerzentrum Freital, das aus einem „F1“ genannten Büro- und Werkstättenkomplex am Neumarkt und dem „F2“-Gewerbepark in Neudöhlen besteht. Junge Firmen sollen im F1 wachsen und können dann bei Bedarf in eigene Standorte im F2-Park ziehen. Der Bürokomplex wurde von 2011 bis 2013 errichtet, der Gewerbepark entstand bis 2015 auf einer Brache und wurde durch eine Straße erschlossen.

### Öffentliche Einrichtungen und Medien

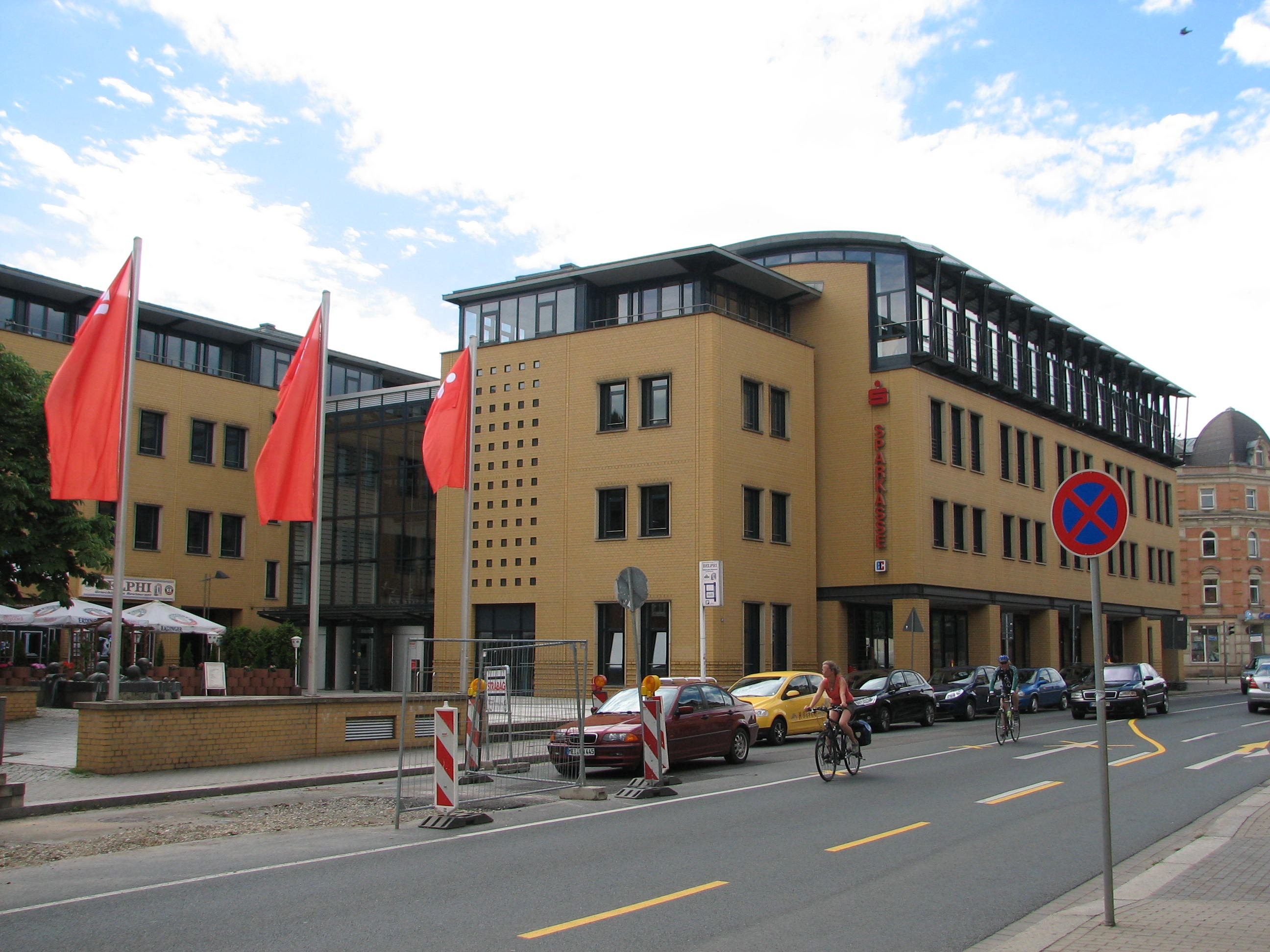
Zentrale Sparkassenfiliale in Potschappel

Freital ist Sitz des Polizeireviers Freital-Dippoldiswalde. Bis 2013 war die Stadt Verwaltungssitz eines eigenen Polizeireviers, das anschließend mit dem Dippoldiswalder Revier zusammengelegt wurde und seinen Standort zunächst in Dippoldiswalde hatte, dann aber zurück nach Freital verlegt wurde. Eine weitere öffentliche Einrichtung ist die Stadtbibliothek Freital in Deuben mit einer Zweigstelle in Zauckerode. Die Stadt Freital ist unter anderem über die Wirtschaftsbetriebe Freital GmbH an der Freitaler Projektentwicklungsgesellschaft, an den Technischen Werken Freital, an der Wohnungsgesellschaft Freital und an der Freitaler Stadtwerke GmbH beteiligt. In den Gesellschaften mit städtischer Beteiligung waren 2015 etwa 250 Mitarbeiter angestellt. Im Jahr 2019 eröffnete das Bundesamt für Sicherheit in der Informationstechnik einen Dienstsitz in Freital, der auf rund 200 Beschäftigte aufwachsen soll. Unter anderem die BSI-Fachbereiche für Cyber-Sicherheit in mobilen Infrastrukturen und Chiptechnologie sowie für Digitalen Verbraucherschutz, Cyber-Sicherheit für Gesellschaft und Bürger sind überwiegend in Freital angesiedelt.
Die auflagenstärkste Tageszeitung im Stadtgebiet ist die Sächsische Zeitung (SZ). In der SZ erscheint täglich eine Regionalausgabe (Freitaler Zeitung) für Freital, Wilsdruff, Tharandt, Dorfhain, Rabenau, Kreischa und Bannewitz. Außerdem liegt Freital im Verbreitungsgebiet der Dresdner Neuesten Nachrichten. Regional orientiert sind der kostenlos erhältliche „Freitaler Reporter“ und das von der Stadtverwaltung herausgegebene Amtsblatt „Freitaler Anzeiger“. Der regionale Fernsehsender „FRM“ aus Dippoldiswalde übernimmt neben dem Mitteldeutschen Rundfunk die Ausstrahlung eines regionalen Fernsehprogramms. Kabelfernsehen wird zum Großteil durch Tele Columbus angeboten.

### Tourismus und Einzelhandel

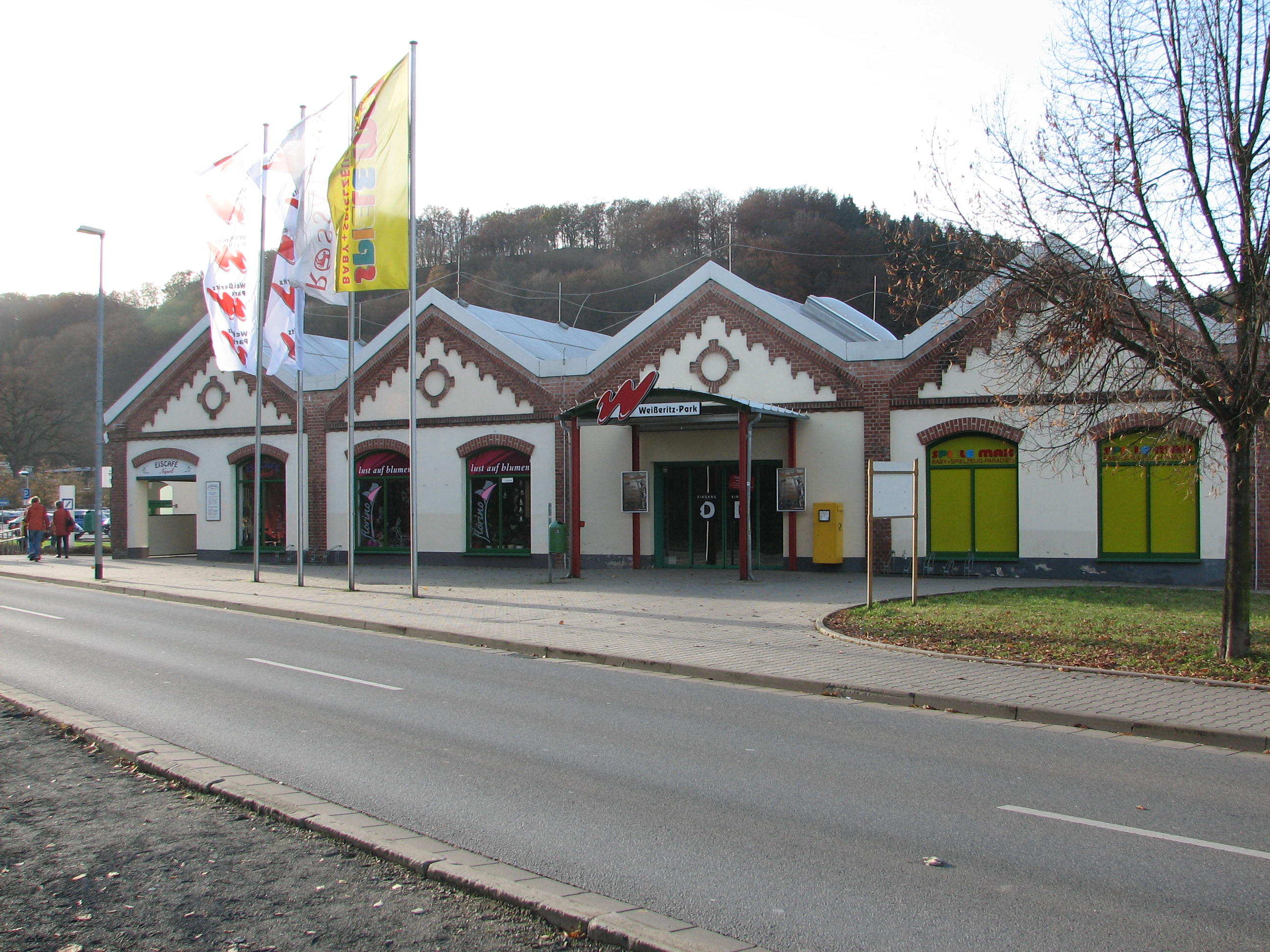
Weißeritz-Park

Der innerstädtische Einzelhandel ist in Freital nur wenig ausgeprägt. Dies hat einerseits die geringe Attraktivität der zentralen mitunter vierstreifigen Durchgangsstraße Dresdner Straße als Einkaufs- und Wohngegend und andererseits das große Angebot an Läden und Märkten in Dresden zur Ursache. Das 1994 eröffnete Freitaler Einkaufszentrum Weißeritz-Park am Rande der Stadt verfügt über knapp 22.000 Quadratmeter Verkaufsfläche und beherbergt ca. 60 Geschäfte. Das „City-Center“, gelegen zwischen Neumarkt und Busbahnhof, sowie der Einkaufskomplex an der Wilsdruffer Straße in Zauckerode sind weitere größere Einzelhandelsstandorte.
Der Tourismus in Freital wird durch die Landeshauptstadt beeinflusst. Einerseits behindert das vorhandene Überangebot an Hotelbetten in Dresden die Entwicklung der Übernachtungszahlen in Freital, andererseits werden Beherbergungsstätten in der Stadt wegen niedrigerer Preise von Touristen bevorzugt. In Freital selbst gibt es wenige überregionale Sehenswürdigkeiten, deshalb spielt der Tourismus in der Stadt insgesamt eine untergeordnetere Rolle als beispielsweise in den Kulturstädten Dresden oder Meißen. Im Juli 2015 waren sechs Beherbergungsstätten mit 226 angebotenen Betten in Freital geöffnet. Die Stadt zählte 2015 insgesamt 8036 vorübergehende Aufenthalte ohne Übernachtung sowie 17.328 Übernachtungen.

### Verkehr

Liniennetzplan (Stand vor Umstellung auf Nummern)

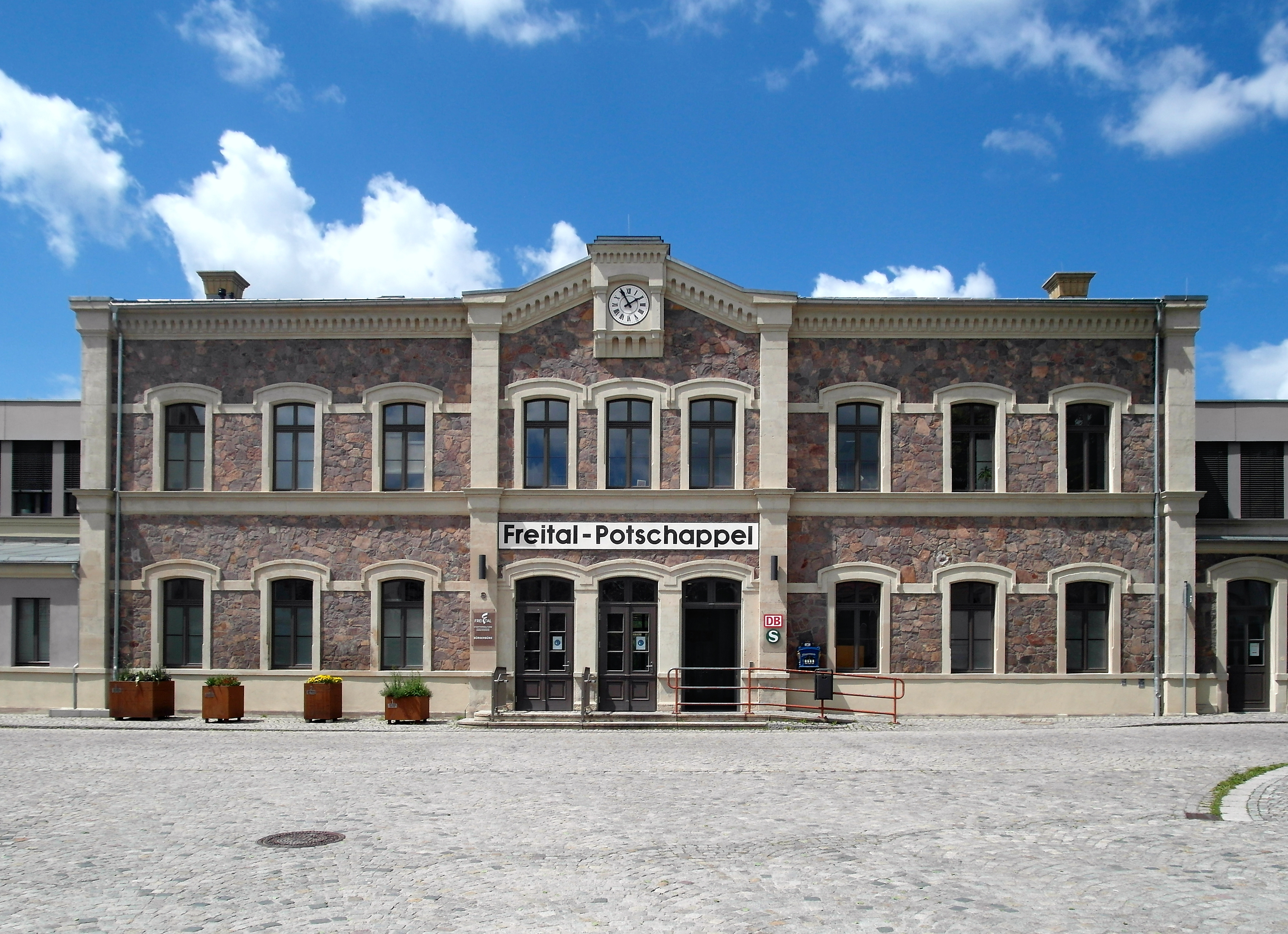
Bahnhof Freital-Potschappel

Der Öffentliche Personennahverkehr in Freital wird im Wesentlichen durch sieben Stadtbuslinien sowie eine Vielzahl von Regionalverkehrslinien des Regionalverkehrs Sächsische Schweiz-Osterzgebirge (RVSOE) organisiert. Den Anschluss an das Straßenbahnnetz der Dresdner Verkehrsbetriebe über die Plauensche Grundbahn verlor die Stadt im Jahr 1974.  Die zentrale Umstiegsmöglichkeit befindet sich am Busbahnhof Freital-Deuben mit einem Haltepunkt für S- und Regionalbahnen der Deutschen Bahn AG und der Mitteldeutschen Regiobahn. Die Dresdner S-Bahn-Linie S3 befährt von Dresden Hauptbahnhof aus die Bahnstrecke Dresden–Werdau an der Weißeritz entlang über Freital nach Tharandt. Auf dem Stadtgebiet befinden sich hier die Bahnhöfe Freital-Potschappel und Freital-Hainsberg und die Haltepunkte Freital-Deuben und Freital-Hainsberg West. Die Fahrt von Freital-Deuben zum Dresdner Hauptbahnhof dauert etwa zwölf Minuten.
Nebenstrecke dieser Bahnlinie ist die dampfbetriebene Weißeritztalbahn (Schmalspur) von Freital-Hainsberg nach Kipsdorf, die nach Hochwasserschäden seit Mitte 2017 wieder bis zum Endpunkt in Betrieb ist. Auf Stadtgebiet befindet sich hier neben Hainsberg der Haltepunkt Freital-Coßmannsdorf. Die normalspurige Windbergbahn vom Abzweig Freital-Ost hat der Windbergbahn e. V. von der DB Netz AG gepachtet und arbeitet an einer Freigabe der Strecke als Museumsbahn. Seit September 2012 werden auf einem Teilstück wieder Sonderfahrten angeboten. Des Weiteren existierten die Schmalspurbahn Freital-Potschappel–Nossen und die Niederhermsdorfer Kohlezweigbahn, die seit 1972 stillgelegt sind.
Durch Freital führen keine Bundesstraßen. Nahe gelegen sind die B 170 bei Possendorf und die B 173 bei Kesselsdorf, die durch die Staatsstraße 36 mit dem Freitaler Straßennetz verbunden sind. Weitere Staatsstraßen verlaufen von Dresden nach Tharandt („Dresdner Straße“, S. 194) und von Hainsberg nach Rabenau und Dippoldiswalde („Rabenauer Straße“, S. 193). Über die Bundesstraßen 173 und 170 bestehen Verbindungen zur Bundesautobahn 17 (Dresden–Prag) an den Anschlussstellen „Dresden-Gorbitz“ (B 173) und „Dresden-Südvorstadt“ (B 170). Vor dem Bau dieser Autobahnen war die Verbindung über die Anschlussstelle „Wilsdruff“ an die Bundesautobahn 4 der kürzeste Weg auf die Autobahn. Im Zuge des Baus der A 17 wurde ein neuer Autobahnzubringer auf den nördlichen Fluren des Stadtteils Wurgwitz errichtet, der Freital an die B 173 anbindet.
Der nächste Verkehrsflughafen ist der über die umgebenden Autobahnen erreichbare Flughafen Dresden. Das nächstgelegene schiffbare Gewässer ist die Elbe mit dem Alberthafen Dresden-Friedrichstadt.

### Bildung

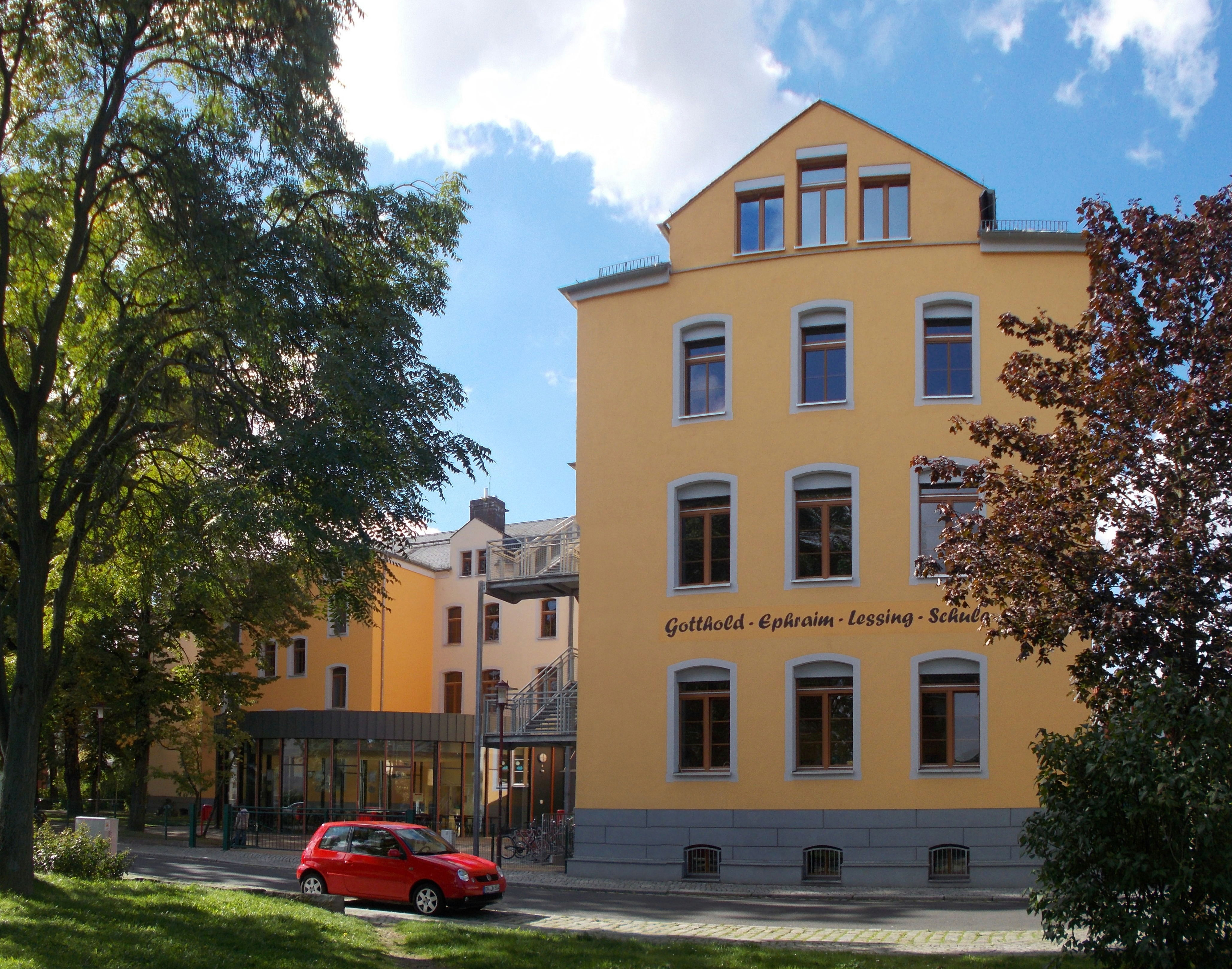
Die Gotthold-Ephraim-Lessing-Schule im Stadtteil Potschappel

In Freital befindet sich der Hauptsitz des Beruflichen Schulzentrums „Otto Lilienthal“ Freital–Dippoldiswalde, einer berufsbildenden Schule mit Berufsschule, Berufsfachschule, Fachoberschule und Beruflichem Gymnasium. Im Jahr 1998 wurde für diese Schule ein großes neues Schulgebäude im Stadtteil Burgk errichtet. Zuvor war sie auf drei Standorte in der Freitaler Dresdner und Südstraße sowie in Rabenau aufgeteilt. Das ehemalige Gymnasium „Manfred von Ardenne“ in Zauckerode wurde 2003 mit dem Kreisgymnasium Freital-Deuben zusammengelegt. Die im September 2007 in Weißeritzgymnasium umbenannte Schule war danach einige Zeit lang das nach Schülerzahlen größte Gymnasium in Sachsen. Am 18. September 2015 lernten im Weißeritzgymnasium 1039 Schüler in 34 Klassen. Am Gymnasium waren zum Zeitpunkt 83 Lehrer angestellt.
Es gibt drei öffentliche Oberschulen (bis 2013 Mittelschulen) in Freital: die Geschwister-Scholl-Oberschule in Hainsberg, die Waldblick-Oberschule Niederhäslich und die Oberschule „Gotthold Ephraim Lessing“ in Potschappel. Geschlossen wurden die Schulen in Wurgwitz, Weißig und Döhlen. Insgesamt lernten am 18. September 2015 an Oberschulen 1070 Schüler in 49 Klassen mit 98 Lehrern.
Sieben Grundschulen bestehen in Freital: die Geschwister-Scholl-Grundschule in Hainsberg, die Glückauf-Grundschule in Zauckerode, die Grundschule „Ludwig Richter“ in Birkigt, die Grundschule „Gotthold Ephraim Lessing“ in Potschappel, die Grundschule „Am Albertschacht“ in Wurgwitz, die Grundschule in Pesterwitz und die Grundschule Poisental. Die Grundschule Weißig wurde geschlossen. Die noch bestehenden Grundschulen verfügten am 18. September 2015 über 65 Klassen mit 1384 Schülern, die von insgesamt 84 Lehrern unterrichtet wurden.
Weitere Schulen sind die Schule zur Lernförderung „Wilhelmine Reichard“ mit Klinik- und Krankenhausschule in Döhlen und die „Schule im Park“ für geistig Behinderte in Hainsberg. Am 18. September 2015 wurden in diesen beiden Schulen 268 Schüler von 39 Lehrern in 24 Klassen unterrichtet. Als private Schule befindet sich der gemeinnützige Schulverein „Best-Sabel“ (1896 in Nürnberg von Gustav-Adolf Sabel gegründeter deutschlandweit tätiger Schulträger) mit den staatlich anerkannten Ersatzschulen Berufsfachschule für Wirtschaft und Technik sowie Fachoberschule für Gestaltung und Sozialwesen in Freital.
Zum Ende des Schuljahres 2014/2015 verließen 296 Absolventen die städtischen Schulen, davon 41 ohne und 15 mit Hauptschulabschluss sowie 155 mit Realschulabschluss. Die allgemeine Hochschulreife (Abitur) erlangten 85 Schüler.

## Persönlichkeiten

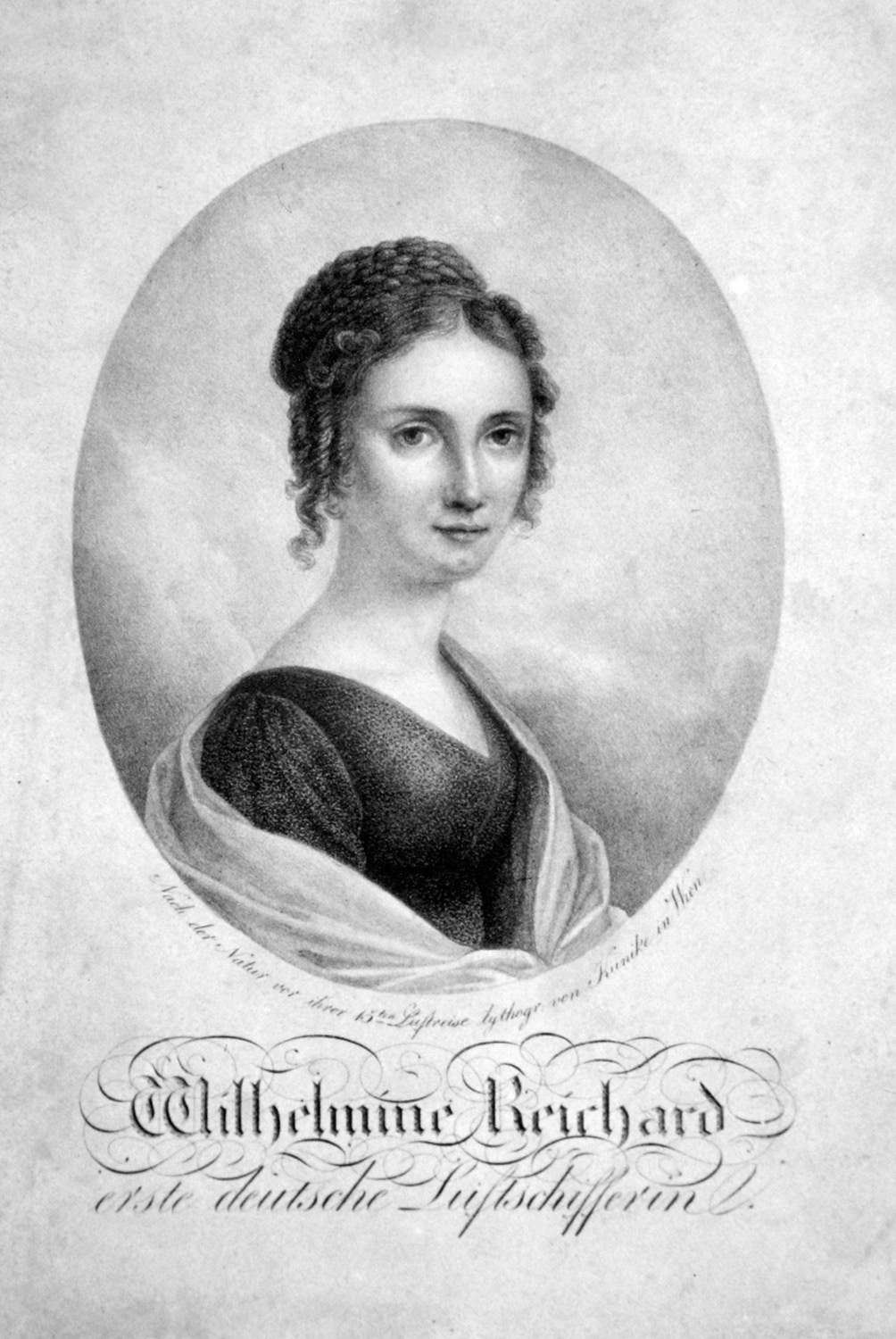
Wilhelmine Reichard

Zu den bedeutendsten Personen, die auf dem heutigen Stadtgebiet ihre Spuren hinterlassen haben, zählt der Faktor bei den Königlichen Steinkohlenwerken Zauckerode, Ernst Friedrich Wilhelm Lindig (1779–1852). Unter seiner Leitung wurde das Zauckeroder Steinkohlenwerk zu einem Vorreiter auf technischem und sozialem Gebiet. Lindig gilt als Erfinder der Kohlenwäsche, einem weltweit verbreiteten Verfahren zur Aufbereitung von Steinkohlen. Auf sein Wirken gehen unter anderem die Gründung der Bergarbeitersiedlung Unterweißig, die erste Dampfmaschine im sächsischen Bergbau (1820) und der Tiefe Elbstolln zurück. Zu den Freitaler Persönlichkeiten gehört Wilhelmine Reichard (1788–1848), die erste deutsche Ballonfahrerin. Sie lebte von 1814 bis zu ihrem Tod im späteren Freitaler Stadtteil Döhlen. Es existieren Heißluftballons, die ihr Porträt und ihren Namen tragen. In Andenken an diese Frau wird Freital mitunter „Wilhelmine-Reichard-Stadt“ genannt. Namhafte Persönlichkeiten der Stadt und ihrer Vorgängergemeinden waren oft Unternehmer wie Carl Friedrich August Dathe von Burgk, der als Kohlebaron die Freiherrlich von Burgker Steinkohlen- und Eisenhüttenwerke gründete und der Region damit zu wirtschaftlichem Aufschwung durch den Abbau von Steinkohle verhalf. Durch Karl Pouva und seine Karl Pouva AG wurde Freital ein wichtiger Standort der sächsischen Kameraindustrie. Weitere wichtige Industrielle, die im Raum Freital gewirkt haben, sind Carl Wilhelm von Oppel und Adolf Theodor Roscher.
Freital ist Geburtsort mehrerer international erfolgreicher Sportler wie Jens Kruppa (* 1976), der als Schwimmer die Silbermedaille in der Lagenstaffel bei den Olympischen Spielen 2004 in Athen errang. Die Volleyballerin Kerstin Tzscherlich spielte in der deutschen Volleyball-Nationalmannschaft. Der Fußballtorhüter Tom Starke stand beim FC Bayern München unter Vertrag. Der lange Zeit in Freital lebende Richard Hoffmann war 25-facher Nationalspieler in der deutschen Fußballnationalmannschaft und später Fußballtrainer und Sportfunktionär in der DDR, unter anderem als Gründungsmitglied des Nationalen Olympischen Komitees der DDR. Der Bobsportler Nico Walther ist mehrfacher Medaillengewinner bei Europa- und Weltmeisterschaften sowie Olympiazweiter.
Als besondere Auszeichnung für hohe Verdienste hat die Stadt Freital bisher sieben Personen zu Ehrenbürgern ernannt. Vor allem Künstler und Schriftsteller wurden mit dem Ehrenbürgerrecht bedacht.